# The X Factor (Storbritannien)
 Denne artikel omhandler den britiske version af tv-konceptet. Opslagsordet har også en anden betydning, se X Factor.
The X Factor var et britisk talentshow inden for sang bestående af auditions og live-programmer, der første gang blev sendt i september 2004. Programmet sendte for sidste gang i 2018 og kørte i 15 sæsoner.
Programmet var udviklet af Simon Cowell. Siden sæson 4-11 har værten været Dermot O'Leary, der erstattede Kate Thornton. Siden sæson 12 har der været to værter, Caroline Flack og Olly Murs, der erstattede Dermot O'Leary.
Fra sæson 13 vender Dermot O'Leary tilbage som vært. Den nuværende dommerkvartet består af Simon Cowell, og Louis Tomlinson. Tidligere har blandt andet Louis Walsh, Nicole Scherzinger, Brian Friedman, Dannii Minogue, Tulisa Contostavlos, Gary Barlow, Kelly Rowland, Melanie Brown, Cheryl Fernandez-Versini, Nick Grimshaw, Rita Ora, Ayda Field og Robbie Williams været dommere.
Deltagerne i X Factor er delt op i fire kategorier: drenge, piger, over 25/over 28 og grupper.

## Sæsoner
Deltager i (eller mentor af) "16–24" eller "Under" kategori

     Deltager i (eller mentor af) "Drenge" kategori

     Deltager i (eller mentor af) "Piger" kategori

     Deltager i (eller mentor af) "Over", "Over 25" eller "Over 28" kategori

     Deltager i (eller mentor af) "Grupper" kategori
| Sæson                  | Start             | Færdig            | Vinder           | Andenplads        | Tredjeplads         | Fjerdeplads           | Vindende dommer     | Værter                   | UK sponsor             | Hoveddommere                                                   | Gæstedommere                                                              | The Xtra Factor & Xtra Bites Værter |
| ---------------------- | ----------------- | ----------------- | ---------------- | ----------------- | ------------------- | --------------------- | ------------------- | ------------------------ | ---------------------- | -------------------------------------------------------------- | ------------------------------------------------------------------------- | ----------------------------------- |
| Sæson 1                | 4. september 2004 | 11. december 2004 | Steve Brookstein | G4                | Tabby Callaghan     | Rowetta Satchell      | Simon Cowell        | Kate Thornton            | Nokia                  | Louis Walsh Sharon Osbourne Simon Cowell                       | N/A                                                                       | Ben Shephard                        |
| Sæson 2                | 20. august 2005   | 17. december 2005 | Shayne Ward      | Andy Abraham      | Journey South       | Brenda Edwards        | Louis Walsh         | Kate Thornton            | Nokia                  | Louis Walsh Sharon Osbourne Simon Cowell                       | N/A                                                                       | Ben Shephard                        |
| Sæson 3                | 19. august 2006   | 16. december 2006 | Leona Lewis      | Ray Quinn         | Ben Mills           | The McDonald Brothers | Simon Cowell        | Kate Thornton            | Nokia                  | Louis Walsh Sharon Osbourne Simon Cowell                       | Paula Abdul                                                               | Ben Shephard                        |
| Sæson 4                | 18. august 2007   | 15. december 2007 | Leon Jackson     | Rhydian Roberts   | Same Difference     | Niki Evans            | Dannii Minogue      | Dermot O'Leary           | The Carphone Warehouse | Louis Walsh Sharon Osbourne Simon Cowell Dannii Minogue        | Brian Friedman                                                            | Fearne Cotton                       |
| Sæson 5                | 16. august 2008   | 13. december 2008 | Alexandra Burke  | JLS               | Eoghan Quigg        | Diana Vickers         | Cheryl Cole         | Dermot O'Leary           | The Carphone Warehouse | Louis Walsh Simon Cowell Dannii Minogue Cheryl Cole            | N/A                                                                       | Holly Willoughby                    |
| Sæson 6                | 22. august 2009   | 13. december 2009 | Joe McElderry    | Olly Murs         | Stacey Solomon      | Danyl Johnson         | Cheryl Cole         | Dermot O'Leary           | TalkTalk               | Louis Walsh Simon Cowell Dannii Minogue Cheryl Cole            | N/A                                                                       | Holly Willoughby                    |
| Sæson 7                | 21. august 2010   | 12. december 2010 | Matt Cardle      | Rebecca Ferguson  | One Direction       | Cher LIoyd            | Dannii Minogue      | Dermot O'Leary           | TalkTalk               | Louis Walsh Simon Cowell Dannii Minogue Cheryl Cole            | Geri Halliwell Natalie Imbruglia Katy Perry Pixie Lott Nicole Scherzinger | Konnie Huq                          |
| Sæson 8                | 20. august 2011   | 11. december 2011 | Little Mix       | Marcus Collins    | Amelia Lily         | Misha B               | Tulisa Contostavlos | Dermot O'Leary           | TalkTalk               | Louis Walsh Tulisa Contostavlos Gary Barlow Kelly Rowland      | Alexandra Burke                                                           | Caroline Flack Olly Murs            |
| Sæson 9                | 18. august 2012   | 9. december 2012  | James Arthur     | Jahméne Douglas   | Christopher Maloney | Union J               | Nicole Scherzinger  | Dermot O'Leary           | TalkTalk               | Louis Walsh Tulisa Contostavlos Gary Barlow Nicole Scherzinger | Geri Halliwell Leona Lewis Rita Ora Nicole Scherzinger Mel B Anastacia    | Caroline Flack Olly Murs            |
| Sæson 10               | 31. august 2013   | 15. december 2013 | Sam Bailey       | Nicholas McDonald | Luke Friend         | Rough Copy            | Sharon Osbourne     | Dermot O'Leary           | TalkTalk               | Louis Walsh Sharon Osbourne Gary Barlow Nicole Scherzinger     | N/A                                                                       | Caroline Flack Matt Richardson      |
| Sæson 11               | 30. august 2014   | 14. december 2014 | Ben Haenow       | Fleur East        | Andrea Faustini     | Lauren Platt          | Simon Cowell        | Dermot O'Leary           | TalkTalk               | Louis Walsh Simon Cowell Cheryl Fernandez-Versini Mel B        | Tulisa Contostavlos                                                       | Sarah-Jane Crawford                 |
| Sæson 12               | 29. august 2015   | 13. december 2015 | Louisa Johnson   | Reggie 'n' Bollie | Ché Chesterman      | Lauren Murray         | Rita Ora            | Caroline Flack Olly Murs | TalkTalk               | Simon Cowell Cheryl Fernandez-Versini Nick Grimshaw Rita Ora   | N/A                                                                       | Rochelle Humes Melvin Odoom         |
| Sæson 13               | 27. august 2016   | 11. december 2016 | Matt Terry       | Saara Aalto       | 5 After Midnight    | Emily Middlemas       | Nicole Scherzinger  | Dermot O'Leary           | TalkTalk               | Simon Cowell Sharon Osbourne Louis Walsh Nicole Scherzinger    | Mel B                                                                     | Rylan Clark-Neal Matt Edmondson     |
| Sæson 14               | 2. September 2017 | 3. December 2017  | Rak-Su           | Grace Davies      | Kevin Davy White    | Lloyd Macey           | Simon Cowell        | Dermot O'Leary           | Just Eat               | Simon Cowell Sharon Osbourne Louis Walsh Nicole Scherzinger    | Alesha Dixon                                                              | Becca Dudley                        |
| Sæson 15               | 1. September 2018 | 2. December 2018  | Dalton Harris    | Scarlett Lee      | Anthony Russell     | Acacia & Aaliyah      | Louis Tomlinson     | Dermot O'Leary           | Just Eat               | Simon Cowell Louis Tomlinson Ayda Field Robbie Williams        | Nile Rodgers                                                              | Becca Dudley Tinea Taylor           |
| The X Factor Celebrity | 12. Oktober 2019  | 30. November 2019 | Megan McKenna    | Max & Harvey      | Jenny Ryan          | V5                    | Louis Walsh         | Dermot O'Leary           | N/A                    | Simon Cowell Louis Walsh Nicole Scherzinger                    | N/A                                                                       | N/A                                 |

## Dommernes kategorier og deres deltagere
– Vindende dommer/ Kategori
| Sæson       | Simon Cowell                                                         | Sharon Osbourne                                                           | Louis Walsh                                                            | N/A                                                              |
| ----------- | -------------------------------------------------------------------- | ------------------------------------------------------------------------- | ---------------------------------------------------------------------- | ---------------------------------------------------------------- |
| 1           | Over 25 Steve Brookstein Rowetta Satchell Verity Keays               | 16–24 Tabby Callaghan Cassie Compton Roberta Howett                       | Grupper G4 Voices with Soul 2 to Go                                    | N/A                                                              |
| 2           | Grupper Journey South The Conway Sisters 4Tune Addictiv Ladies       | Over 25 Andy Abraham Brenda Edwards Chico Slimani Maria Lawson            | 16–24 Shayne Ward Nicholas Dorsett Chenai Zinyuku Phillip Magee        | N/A                                                              |
| 3           | 16–24 Leona Lewis Ray Quinn Nikitta Angus Ashley McKenzie            | Over 25 Ben Mills Robert Allen Kerry McGregor Dionne Mitchell             | Grupper The MacDonald Brothers Eton Road 4Sure The Unconventionals     | N/A                                                              |
| 4           | Simon Cowell                                                         | Sharon Osbourne                                                           | Louis Walsh                                                            | Dannii Minogue                                                   |
| 4           | Grupper Same Difference Hope Futureproof                             | Piger Alisha Bennett Emily Nakanda Kimberley Southwick                    | Over 25 Niki Evans Beverley Trotman Daniel DeBourg                     | Drenge Leon Jackson Rhydian Roberts Andy Williams                |
| 5           | Simon Cowell                                                         | Cheryl Cole                                                               | Louis Walsh                                                            | Dannii Minogue                                                   |
| 5           | Drenge Eoghan Quigg Austin Drage Scott Bruton                        | Piger Alexandra Burke Diana Vickers Laura White                           | Grupper JLS Girlband Bad Lashes                                        | Over 25 Ruth Lorenzo Rachel Hylton Daniel Evans                  |
| 6           | Over 25 Olly Murs Danyl Johnson Jamie Archer                         | Drenge Joe McElderry Lloyd Daniels Rikki Loney                            | Grupper John & Edward Miss Frank Kandy Rain                            | Piger Stacey Solomon Lucie Jones Rachel Adedeji                  |
| 7           | Grupper One Direction Belle Amie Diva Fever F.Y.D.                   | Piger Rebecca Ferguson Cher Lloyd Katie Waissel Treyc Cohen               | Over 28 Mary Byrne Wagner John Adeleye Storm Lee                       | Drenge Matt Cardle Paije Richardson Aiden Grimshaw Nicolo Festa  |
| 8           | Gary Barlow                                                          | Tulisa Contostavlos                                                       | Louis Walsh                                                            | Kelly Rowland                                                    |
| 8           | Drenge Marcus Collins Craig Colton Frankie Cocozza James Michael     | Grupper Little Mix The Risk Nu Vibe 2 Shoes                               | Over 25 Kitty Brucknell Johnny Robinson Sami Brookes Jonjo Kerr        | Piger Amelia Lily Misha B Janet Devlin Sophie Habibis            |
| 9           | Gary Barlow                                                          | Tulisa Contostavlos                                                       | Louis Walsh                                                            | Nicole Scherzinger                                               |
| 9           | Over 28 Christopher Maloney Kye Sones Melanie Masson Carolynne Poole | Piger Ella Henderson Lucy Spraggan Jade Ellis                             | Grupper Union J District3 MK1                                          | Drenge James Arthur Jahméne Douglas Rylan Clark                  |
| 10          | Gary Barlow                                                          | Sharon Osbourne                                                           | Louis Walsh                                                            | Nicole Scherzinger                                               |
| 10          | Grupper Rough Copy Kingsland Road Miss Dynamix                       | Over 25 Sam Bailey Shelley Smith Lorna Simpson                            | Drenge Nicholas McDonald Luke Friend Sam Callahan                      | Piger Tamera Foster Hannah Barrett Abi Alton                     |
| 11          | Simon Cowell                                                         | Cheryl Fernandez-Versini                                                  | Louis Walsh                                                            | Mel B                                                            |
| 11          | Over 25 Ben Haenow Fleur East Stevi Ritchie Jay James                | Piger Lauren Platt Lola Saunders Chloe Jasmine Stephanie Nala             | Grupper Stereo Kicks Only The Young Overload Generation Blonde Electra | Boys Andrea Faustini Paul Akister Jack Walton Jake Quickenden    |
| 12          | Simon Cowell                                                         | Cheryl Fernandez-Versini                                                  | Nick Grimshaw                                                          | Rita Ora                                                         |
| 12          | Over Anton Stephans Max Stone Bupsi                                  | Grupper Reggie 'n' Bollie 4th Impact Alien Uncovered                      | Drenge Ché Chesterman Mason Noise Seann Miley Moore                    | Piger Louisa Johnson Lauren Murray Monica Michael Kiera Weathers |
| 13          | Simon Cowell                                                         | Sharon Osbourne                                                           | Louis Walsh                                                            | Nicole Scherzinger                                               |
| 13          | Piger Emily Middlemas Sam Lavery Gifty Louise                        | Over 25 Saara Aalto Honey G Relley C                                      | Grupper 5 After Midnight Four of Diamonds Bratavio Brooks Way          | Drenge Matt Terry Ryan Lawrie Freddy Parker                      |
| 14          | Grupper Rak-Su The Cutkelvins Sean & Conor Price Jack & Joel         | Piger Grace Davies Holly Tandy Rai-Elle Williams Alisah Bonaobra          | Drenge Lloyd Macey Sam Black Leon Mallet Spencer Sutherland            | Over Kevin Davy White Matt Linnen Tracyleanne Jefford Talia Dean |
| 15          | Simon Cowell                                                         | Louis Tomlinson                                                           | Ayda Field                                                             | Robbie Williams                                                  |
| 15          | Piger Scarlett Lee Shan Ako Bella Penfold Molly Scott                | Drenge Dalton Harris Anthony Russell Brendan Murray Armstrong Martins     | Over Danny Tetley Giovanni Spano Janice Robinson Olatunji Yearwood     | Grupper Acacia & Aaliyah Misunderstood United Vibe LMA Choir     |
| Sæson       | Simon Cowell                                                         | Nicole Scherzinger                                                        | Louis Walsh                                                            | N/A                                                              |
| (Celebrity) | Grupper Max & Harvey V5 Try Star No Love Lost                        | Over 31 Jenny Ryan Vinnie Jones Martin Bashir Victoria Ekanoye Ricki Lake | Under 31 Megan McKenna Kevin McHale Jonny Labey Olivia Olson           | N/A                                                              |

## X Factor-vindere
- 2004: Steve Brookstein
- 2005: Shayne Ward
- 2006: Leona Lewis
- 2007: Leon Jackson
- 2008: Alexandra Burke
- 2009: Joe McElderry
- 2010: Matt Cardle
- 2011: Little Mix
- 2012: James Arthur
- 2013: Sam Bailey
- 2014: Ben Haenow
- 2015: Louisa Johnson
- 2016: Matt Terry
- 2017: Rak-Su
- 2018: Dalton Harris
- 2019 (Celebrity): Megan McKenna
- 2019 (The Band): Real Like You

## Sæson 1

### Finalister sæson 1
– Vinder
     – Andenplads
     – Trejdeplads
| Kategori (mentor) | Artister         | Artister       | Artister         |
| ----------------- | ---------------- | -------------- | ---------------- |
| 16–24 (Osbourne)  | Tabby Callaghan  | Cassie Compton | Roberta Howett   |
| Over 25 (Cowell)  | Steve Brookstein | Verity Keays   | Rowetta Satchell |
| Grupper (Walsh)   | 2 to Go          | G4             | Voices with Soul |

### Statistik sæson 1
| – | Deltageren var blandt de to nederste og var derfor nødt til at synge igen i Sangdysten |
| – | Deltageren fik færrest seerstemmer og blev derfor stemt ud (ingen sangdyst)            |
| – | Deltageren blev råbt op som værende gået videre (vilkårlig rækkefølge)                 |

| Deltager           | Uge 1                                  | Uge 2                                | Uge 3                           | Uge 4                                    | Uge 5                                  | Uge 6                                                                              | Uge 7                                                                              | Uge 8                                                                              |  |
| ------------------ | -------------------------------------- | ------------------------------------ | ------------------------------- | ---------------------------------------- | -------------------------------------- | ---------------------------------------------------------------------------------- | ---------------------------------------------------------------------------------- | ---------------------------------------------------------------------------------- |  |
| Steve Brookstein   |                                        |                                      |                                 |                                          |                                        |                                                                                    |                                                                                    | Vinder (uge 8)                                                                     |  |
| G4                 |                                        |                                      |                                 |                                          |                                        |                                                                                    |                                                                                    | Andenplads (uge 8)                                                                 |  |
| Tabby Callaghan    |                                        |                                      |                                 |                                          |                                        |                                                                                    | 3.                                                                                 | Udstemt (uge 7)                                                                    |  |
| Rowetta Satchell   |                                        |                                      |                                 |                                          |                                        | 4.                                                                                 | Udstemt (uge 6)                                                                    | Udstemt (uge 6)                                                                    |  |
| Cassie Compton     |                                        |                                      |                                 |                                          |                                        | Udstemt (uge 5)                                                                    | Udstemt (uge 5)                                                                    | Udstemt (uge 5)                                                                    |  |
| Voices with Soul   |                                        |                                      |                                 |                                          | Udstemt (uge 4)                        | Udstemt (uge 4)                                                                    | Udstemt (uge 4)                                                                    | Udstemt (uge 4)                                                                    |  |
| 2 to Go            |                                        |                                      |                                 | Udstemt (uge 3)                          | Udstemt (uge 3)                        | Udstemt (uge 3)                                                                    | Udstemt (uge 3)                                                                    | Udstemt (uge 3)                                                                    |  |
| Verity Keays       |                                        |                                      | Udstemt (uge 2)                 | Udstemt (uge 2)                          | Udstemt (uge 2)                        | Udstemt (uge 2)                                                                    | Udstemt (uge 2)                                                                    | Udstemt (uge 2)                                                                    |  |
| Roberta Howett     |                                        | Udstemt (uge 1)                      | Udstemt (uge 1)                 | Udstemt (uge 1)                          | Udstemt (uge 1)                        | Udstemt (uge 1)                                                                    | Udstemt (uge 1)                                                                    | Udstemt (uge 1)                                                                    |  |
|                    |                                        |                                      |                                 |                                          |                                        |                                                                                    |                                                                                    |                                                                                    |  |
| Sangdysten         | Roberta Howett, Voices with Soul       | 2 to Go, Verity Keays                | 2 to Go, Voices with Soul       | G4, Voices with Soul                     | Tabby Callaghan, Cassie Compton        | ingen omsang eller dommernes stemmer: Resultatet er kun baseret på seernes stemmer | ingen omsang eller dommernes stemmer: Resultatet er kun baseret på seernes stemmer | ingen omsang eller dommernes stemmer: Resultatet er kun baseret på seernes stemmer |  |
| Walsh stemte ud    | Roberta Howett                         | Verity Keays                         | 2 to Go                         | Voices with Soul                         | Cassie Compton                         | ingen omsang eller dommernes stemmer: Resultatet er kun baseret på seernes stemmer | ingen omsang eller dommernes stemmer: Resultatet er kun baseret på seernes stemmer | ingen omsang eller dommernes stemmer: Resultatet er kun baseret på seernes stemmer |  |
| Osbourne stemte ud | Voices with Soul                       | Verity Keays                         | 2 to Go                         | Voices with Soul                         | -                                      | ingen omsang eller dommernes stemmer: Resultatet er kun baseret på seernes stemmer | ingen omsang eller dommernes stemmer: Resultatet er kun baseret på seernes stemmer | ingen omsang eller dommernes stemmer: Resultatet er kun baseret på seernes stemmer |  |
| Cowell stemte ud   | Roberta Howett                         | 2 to Go                              | -                               | G4                                       | Cassie Compton                         | ingen omsang eller dommernes stemmer: Resultatet er kun baseret på seernes stemmer | ingen omsang eller dommernes stemmer: Resultatet er kun baseret på seernes stemmer | ingen omsang eller dommernes stemmer: Resultatet er kun baseret på seernes stemmer |  |
| Udstemt            | Roberta Howett 2 af 3 stemmer Majority | Verity Keays 2 af 3 stemmer Majority | 2 to Go 2 af 2 stemmer Majority | Voices with Soul 2 af 3 stemmer Majority | Cassie Compton 2 af 3 stemmer Majority | Rowetta Satchell færrest seerstemmer til at rede                                   | Tabby Callaghan færrest seerstemmer til at rede                                    | G4 færrest seerstemmer til at vinde                                                |  |

## Sæson 2

### Finalister sæson 2
– Vinder
     – Andenplads
     – Trejdeplads
| Kategory (mentor)  | Artister         | Artister        | Artister           | Artister       |
| ------------------ | ---------------- | --------------- | ------------------ | -------------- |
| 16–24 (Walsh)      | Nicholas Dorsett | Phillip Magee   | Shayne Ward        | Chenai Zinyuku |
| Over 25 (Osbourne) | Andy Abraham     | Brenda Edwards  | Maria Lawson       | Chico Slimani  |
| Grupper (Cowell)   | 4Tune            | Addictiv Ladies | The Conway Sisters | Journey South  |

### Statistik sæson 2
| – | Deltageren var blandt de to nederste og var derfor nødt til at synge igen i Sangdysten |
| – | Deltageren fik færrest seerstemmer og blev derfor stemt ud (ingen sangdyst)            |
| – | Deltageren blev råbt op som værende gået videre (vilkårlig rækkefølge)                 |

| Deltager           | Uge 1                                   | Uge 2                         | Uge 3                                 | Uge 4                                  | Uge 5                                | Uge 6                                    | Uge 7                                      | Uge 8                                                                              | Uge 9                                                                              | Uge 10                                                                             | Uge 10                                                                             |
| Deltager           | Uge 1                                   | Uge 2                         | Uge 3                                 | Uge 4                                  | Uge 5                                | Uge 6                                    | Uge 7                                      | Uge 8                                                                              | Uge 9                                                                              | Runde 1                                                                            | Runde 2                                                                            |
| ------------------ | --------------------------------------- | ----------------------------- | ------------------------------------- | -------------------------------------- | ------------------------------------ | ---------------------------------------- | ------------------------------------------ | ---------------------------------------------------------------------------------- | ---------------------------------------------------------------------------------- | ---------------------------------------------------------------------------------- | ---------------------------------------------------------------------------------- |
| Shayne Ward        |                                         |                               |                                       |                                        |                                      |                                          |                                            |                                                                                    |                                                                                    |                                                                                    | Vinder (uge 10)                                                                    |
| Andy Abraham       |                                         |                               |                                       |                                        |                                      |                                          |                                            |                                                                                    |                                                                                    |                                                                                    | Andenplads (Uge 10)                                                                |
| Journey South      |                                         |                               |                                       |                                        |                                      |                                          |                                            |                                                                                    |                                                                                    | 3.                                                                                 | Udstemt (uge 10)                                                                   |
| Brenda Edwards     |                                         |                               |                                       |                                        |                                      |                                          |                                            |                                                                                    | 4.                                                                                 | Udstemt (uge 9)                                                                    | Udstemt (uge 9)                                                                    |
| Chico Slimani      |                                         |                               |                                       |                                        |                                      |                                          |                                            | 5.                                                                                 | Udstemt (uge 8)                                                                    | Udstemt (uge 8)                                                                    | Udstemt (uge 8)                                                                    |
| The Conway Sisters |                                         |                               |                                       |                                        |                                      |                                          |                                            | Udstemt (uge 7)                                                                    | Udstemt (uge 7)                                                                    | Udstemt (uge 7)                                                                    | Udstemt (uge 7)                                                                    |
| Nicholas Dorsett   |                                         |                               |                                       |                                        |                                      |                                          | Udstemt (uge 6)                            | Udstemt (uge 6)                                                                    | Udstemt (uge 6)                                                                    | Udstemt (uge 6)                                                                    | Udstemt (uge 6)                                                                    |
| Maria Lawson       |                                         |                               |                                       |                                        |                                      | Udstemt (uge 5)                          | Udstemt (uge 5)                            | Udstemt (uge 5)                                                                    | Udstemt (uge 5)                                                                    | Udstemt (uge 5)                                                                    | Udstemt (uge 5)                                                                    |
| Chenai Zinyuku     |                                         |                               |                                       |                                        | Udstemt (uge 4)                      | Udstemt (uge 4)                          | Udstemt (uge 4)                            | Udstemt (uge 4)                                                                    | Udstemt (uge 4)                                                                    | Udstemt (uge 4)                                                                    | Udstemt (uge 4)                                                                    |
| Phillip Magee      |                                         |                               |                                       | Udstemt (uge 3)                        | Udstemt (uge 3)                      | Udstemt (uge 3)                          | Udstemt (uge 3)                            | Udstemt (uge 3)                                                                    | Udstemt (uge 3)                                                                    | Udstemt (uge 3)                                                                    | Udstemt (uge 3)                                                                    |
| 4Tune              |                                         |                               | Udstemt (uge 2)                       | Udstemt (uge 2)                        | Udstemt (uge 2)                      | Udstemt (uge 2)                          | Udstemt (uge 2)                            | Udstemt (uge 2)                                                                    | Udstemt (uge 2)                                                                    | Udstemt (uge 2)                                                                    | Udstemt (uge 2)                                                                    |
| Addictiv Ladies    |                                         | Udstemt (uge 1)               | Udstemt (uge 1)                       | Udstemt (uge 1)                        | Udstemt (uge 1)                      | Udstemt (uge 1)                          | Udstemt (uge 1)                            | Udstemt (uge 1)                                                                    | Udstemt (uge 1)                                                                    | Udstemt (uge 1)                                                                    | Udstemt (uge 1)                                                                    |
|                    |                                         |                               |                                       |                                        |                                      |                                          |                                            |                                                                                    |                                                                                    |                                                                                    |                                                                                    |
| Sangdysten         | Addictiv Ladies, Chico Slimani          | 4Tune, Chenai Zinyuku         | Phillip Magee, Chico Slimani          | Nicholas Dorsett, Chenai Zinyuku       | The Conway Sisters, Maria Lawson     | The Conway Sisters, Nicholas Dorsett     | The Conway Sisters, Chico Slimani          | ingen omsang eller dommernes stemmer: Resultatet er kun baseret på seernes stemmer | ingen omsang eller dommernes stemmer: Resultatet er kun baseret på seernes stemmer | ingen omsang eller dommernes stemmer: Resultatet er kun baseret på seernes stemmer | ingen omsang eller dommernes stemmer: Resultatet er kun baseret på seernes stemmer |
| Walsh stemte ud    | Addictiv Ladies                         | 4Tune                         | Chico Slimani                         | Chenai Zinyuku                         | Maria Lawson                         | The Conway Sisters                       | N/A                                        | ingen omsang eller dommernes stemmer: Resultatet er kun baseret på seernes stemmer | ingen omsang eller dommernes stemmer: Resultatet er kun baseret på seernes stemmer | ingen omsang eller dommernes stemmer: Resultatet er kun baseret på seernes stemmer | ingen omsang eller dommernes stemmer: Resultatet er kun baseret på seernes stemmer |
| Osbourne stemte ud | Addictiv Ladies                         | 4Tune                         | Phillip Magee                         | Nicholas Dorsett                       | The Conway Sisters                   | Nicholas Dorsett                         | The Conway Sisters                         | ingen omsang eller dommernes stemmer: Resultatet er kun baseret på seernes stemmer | ingen omsang eller dommernes stemmer: Resultatet er kun baseret på seernes stemmer | ingen omsang eller dommernes stemmer: Resultatet er kun baseret på seernes stemmer | ingen omsang eller dommernes stemmer: Resultatet er kun baseret på seernes stemmer |
| Cowell stemte ud   | Chico Slimani                           | Chenai Zinyuku                | Phillip Magee                         | Chenai Zinyuku                         | Maria Lawson                         | Nicholas Dorsett                         | The Conway Sisters                         | ingen omsang eller dommernes stemmer: Resultatet er kun baseret på seernes stemmer | ingen omsang eller dommernes stemmer: Resultatet er kun baseret på seernes stemmer | ingen omsang eller dommernes stemmer: Resultatet er kun baseret på seernes stemmer | ingen omsang eller dommernes stemmer: Resultatet er kun baseret på seernes stemmer |
| Udstemt            | Addictiv Ladies 2 af 3 stemmer Majority | 4Tune 2 af 3 stemmer Majority | Phillip Magee 2 af 3 stemmer Majority | Chenai Zinyuku 2 af 3 stemmer Majority | Maria Lawson 2 af 3 stemmer Majority | Nicholas Dorsett 2 af 3 stemmer Majority | The Conway Sisters 2 af 2 stemmer Majority | Chico Slimani færrest seerstemmer til at rede                                      | Brenda Edwards færrest seerstemmer til at rede                                     | Journey South færrest seerstemmer til at vinde                                     | Andy Abraham færrest seerstemmer til at vinde                                      |

## Sæson 3

### Finalister sæson 3
Key:
     – Vinder
     – Andenplads
     – Trejdeplads
| Kategori (mentor)  | Artister      | Artister       | Artister               | Artister            |
| ------------------ | ------------- | -------------- | ---------------------- | ------------------- |
| 16–24 (Cowell)     | Nikitta Angus | Leona Lewis    | Ashley McKenzie        | Ray Quinn           |
| Over 25 (Osbourne) | Robert Allen  | Kerry McGregor | Ben Mills              | Dionne Mitchell     |
| Grupper (Walsh)    | 4Sure         | Eton Road      | The MacDonald Brothers | The Unconventionals |

### Statistik sæson 3
| – | Deltageren var blandt de to/tre nederste og var derfor nødt til at synge igen i Sangdysten |
| – | Deltageren var blandt de tre nederste og fik færrest seerstemmer og blev dermed stemt ud   |
| – | Deltageren fik færrest seerstemmer og blev derfor stemt ud (ingen sangdyst)                |
| – | Deltageren blev råbt op som værende gået videre (vilkårlig rækkefølge)                     |

| Deltager               | Uge 1                                       | Uge 2                         | Uge 3                                           | Uge 4                                   | Uge 5                                 | Uge 6                                | Uge 7                             | Uge 8                                                                              | Uge 9                                                                              | Uge 10                                                                             |
| ---------------------- | ------------------------------------------- | ----------------------------- | ----------------------------------------------- | --------------------------------------- | ------------------------------------- | ------------------------------------ | --------------------------------- | ---------------------------------------------------------------------------------- | ---------------------------------------------------------------------------------- | ---------------------------------------------------------------------------------- |
| Leona Lewis            |                                             |                               |                                                 |                                         |                                       |                                      |                                   |                                                                                    |                                                                                    | Vinder (uge 10)                                                                    |
| Ray Quinn              |                                             |                               |                                                 |                                         |                                       |                                      |                                   |                                                                                    |                                                                                    | Andenplads (Uge 10)                                                                |
| Ben Mills              |                                             |                               |                                                 |                                         |                                       |                                      |                                   |                                                                                    | 3.                                                                                 | Udstemt (Uge 9)                                                                    |
| The MacDonald Brothers |                                             |                               |                                                 |                                         |                                       |                                      |                                   | 4.                                                                                 | Udstemt (Uge 8)                                                                    | Udstemt (Uge 8)                                                                    |
| Eton Road              |                                             |                               |                                                 |                                         |                                       |                                      |                                   | Udstemt (Uge 7)                                                                    | Udstemt (Uge 7)                                                                    | Udstemt (Uge 7)                                                                    |
| Robert Allen           |                                             |                               |                                                 |                                         |                                       |                                      | Udstemt (Uge 6)                   | Udstemt (Uge 6)                                                                    | Udstemt (Uge 6)                                                                    | Udstemt (Uge 6)                                                                    |
| Nikitta Angus          |                                             |                               |                                                 |                                         |                                       | Udstemt (Uge 5)                      | Udstemt (Uge 5)                   | Udstemt (Uge 5)                                                                    | Udstemt (Uge 5)                                                                    | Udstemt (Uge 5)                                                                    |
| Ashley McKenzie        |                                             |                               |                                                 |                                         | Udstemt (Uge 4)                       | Udstemt (Uge 4)                      | Udstemt (Uge 4)                   | Udstemt (Uge 4)                                                                    | Udstemt (Uge 4)                                                                    | Udstemt (Uge 4)                                                                    |
| Kerry McGregor         |                                             |                               |                                                 | Udstemt (Uge 3)                         | Udstemt (Uge 3)                       | Udstemt (Uge 3)                      | Udstemt (Uge 3)                   | Udstemt (Uge 3)                                                                    | Udstemt (Uge 3)                                                                    | Udstemt (Uge 3)                                                                    |
| Dionne Mitchell        |                                             |                               | 10.                                             | Udstemt (Uge 3)                         | Udstemt (Uge 3)                       | Udstemt (Uge 3)                      | Udstemt (Uge 3)                   | Udstemt (Uge 3)                                                                    | Udstemt (Uge 3)                                                                    | Udstemt (Uge 3)                                                                    |
| 4Sure                  |                                             |                               | Udstemt (Uge 2)                                 | Udstemt (Uge 2)                         | Udstemt (Uge 2)                       | Udstemt (Uge 2)                      | Udstemt (Uge 2)                   | Udstemt (Uge 2)                                                                    | Udstemt (Uge 2)                                                                    | Udstemt (Uge 2)                                                                    |
| The Unconventionals    |                                             | Udstemt (Uge 1)               | Udstemt (Uge 1)                                 | Udstemt (Uge 1)                         | Udstemt (Uge 1)                       | Udstemt (Uge 1)                      | Udstemt (Uge 1)                   | Udstemt (Uge 1)                                                                    | Udstemt (Uge 1)                                                                    | Udstemt (Uge 1)                                                                    |
|                        |                                             |                               |                                                 |                                         |                                       |                                      |                                   |                                                                                    |                                                                                    |                                                                                    |
| Sangdysten             | Dionne Mitchell, The Unconventionals        | 4Sure, Robert Allen           | Kerry McGregor, Ashley McKenzie                 | Robert Allen, Ashley McKenzie           | Nikitta Angus, Ray Quinn              | Robert Allen, Eton Road              | Eton Road, Ben Mills              | ingen omsang eller dommernes stemmer: Resultatet er kun baseret på seernes stemmer | ingen omsang eller dommernes stemmer: Resultatet er kun baseret på seernes stemmer | ingen omsang eller dommernes stemmer: Resultatet er kun baseret på seernes stemmer |
| Walsh stemte ud        | Dionne Mitchell                             | Robert Allen                  | Kerry McGregor                                  | Ashley McKenzie                         | Ray Quinn                             | Robert Allen                         | Ben Mills                         | ingen omsang eller dommernes stemmer: Resultatet er kun baseret på seernes stemmer | ingen omsang eller dommernes stemmer: Resultatet er kun baseret på seernes stemmer | ingen omsang eller dommernes stemmer: Resultatet er kun baseret på seernes stemmer |
| Osbourne stemte ud     | The Unconventionals                         | 4Sure                         | Ashley McKenzie                                 | Ashley McKenzie                         | Nikitta Angus                         | Eton Road                            | Eton Road                         | ingen omsang eller dommernes stemmer: Resultatet er kun baseret på seernes stemmer | ingen omsang eller dommernes stemmer: Resultatet er kun baseret på seernes stemmer | ingen omsang eller dommernes stemmer: Resultatet er kun baseret på seernes stemmer |
| Cowell stemte ud       | The Unconventionals                         | 4Sure                         | Kerry McGregor                                  | Robert Allen                            | Nikitta Angus                         | Robert Allen                         | Eton Road                         | ingen omsang eller dommernes stemmer: Resultatet er kun baseret på seernes stemmer | ingen omsang eller dommernes stemmer: Resultatet er kun baseret på seernes stemmer | ingen omsang eller dommernes stemmer: Resultatet er kun baseret på seernes stemmer |
| Udstemt                | The Unconventionals 2 af 3 stemmer Majority | 4Sure 2 af 3 stemmer Majority | Dionne Mitchell færrest seerstemmer til at rede | Ashley McKenzie 2 af 3 stemmer Majority | Nikitta Angus 2 af 3 stemmer Majority | Robert Allen 2 af 3 stemmer Majority | Eton Road 2 af 3 stemmer Majority | The MacDonald Brothers færrest seerstemmer til at rede                             | Ben Mills færrest seerstemmer til at rede                                          | Ray Quinn færrest seerstemmer vinde                                                |
| Udstemt                | The Unconventionals 2 af 3 stemmer Majority | 4Sure 2 af 3 stemmer Majority | Kerry McGregor 2 of 3 votes Majority            | Ashley McKenzie 2 af 3 stemmer Majority | Nikitta Angus 2 af 3 stemmer Majority | Robert Allen 2 af 3 stemmer Majority | Eton Road 2 af 3 stemmer Majority | The MacDonald Brothers færrest seerstemmer til at rede                             | Ben Mills færrest seerstemmer til at rede                                          | Ray Quinn færrest seerstemmer vinde                                                |

## Sæson 4

### Finalister sæson 4
Key:
     – Vinder
     – Andenplads
     – Trejdeplads
     – Udtræksig
| Kategori (mentor) | Artister        | Artister        | Artister            |
| ----------------- | --------------- | --------------- | ------------------- |
| Drenge (Minogue)  | Leon Jackson    | Rhydian Roberts | Andy Williams       |
| Piger (Osbourne)  | Alisha Bennett  | Emily Nakanda   | Kimberley Southwick |
| Over 25 (Walsh)   | Daniel de Bourg | Niki Evans      | Beverley Trotman    |
| Grupper (Cowell)  | Futureproof     | Hope            | Same Difference     |

### Statistik sæson 4
| – | Deltageren var blandt de to nederste og var derfor nødt til at synge igen i Sangdysten |
| – | Deltageren fik færrest seerstemmer og blev derfor stemt ud (ingen sangdyst)            |
| – | Deltageren blev råbt op som værende gået videre (vilkårlig rækkefølge)                 |

| Contestant          | Uge 1                                       | Uge 2                                  | Uge 3                               | Uge 4                                 | Uge 5                                  | Uge 6                                    | Uge 7                                                                              | Uge 8                                                                              | Uge 9                                                                              | Uge 9                                                                              |
| Contestant          | Uge 1                                       | Uge 2                                  | Uge 3                               | Uge 4                                 | Uge 5                                  | Uge 6                                    | Uge 7                                                                              | Uge 8                                                                              | Runde 1                                                                            | Runde 2                                                                            |
| ------------------- | ------------------------------------------- | -------------------------------------- | ----------------------------------- | ------------------------------------- | -------------------------------------- | ---------------------------------------- | ---------------------------------------------------------------------------------- | ---------------------------------------------------------------------------------- | ---------------------------------------------------------------------------------- | ---------------------------------------------------------------------------------- |
| Leon Jackson        |                                             |                                        |                                     |                                       |                                        |                                          |                                                                                    |                                                                                    |                                                                                    | Vinder (uge 9)                                                                     |
| Rhydian Roberts     |                                             |                                        |                                     |                                       |                                        |                                          |                                                                                    |                                                                                    |                                                                                    | Andenplads (uge 9)                                                                 |
| Same Difference     |                                             |                                        |                                     |                                       |                                        |                                          |                                                                                    |                                                                                    | 3.                                                                                 | Udstemt (uge 9)                                                                    |
| Niki Evans          |                                             |                                        |                                     |                                       |                                        |                                          |                                                                                    | 4.                                                                                 | Udstemt (uge 8)                                                                    | Udstemt (uge 8)                                                                    |
| Hope                |                                             |                                        |                                     |                                       |                                        | 5.                                       | 5.                                                                                 | Udstemt (uge 7)                                                                    | Udstemt (uge 7)                                                                    | Udstemt (uge 7)                                                                    |
| Beverley Trotman    |                                             |                                        |                                     |                                       |                                        | 6.                                       | Udstemt (uge 6)                                                                    | Udstemt (uge 6)                                                                    | Udstemt (uge 6)                                                                    | Udstemt (uge 6)                                                                    |
| Alisha Bennett      |                                             |                                        |                                     |                                       |                                        | Udstemt (uge 5)                          | Udstemt (uge 5)                                                                    | Udstemt (uge 5)                                                                    | Udstemt (uge 5)                                                                    | Udstemt (uge 5)                                                                    |
| Andy Williams       |                                             |                                        |                                     |                                       | Udstemt (uge 4)                        | Udstemt (uge 4)                          | Udstemt (uge 4)                                                                    | Udstemt (uge 4)                                                                    | Udstemt (uge 4)                                                                    | Udstemt (uge 4)                                                                    |
| Futureproof         |                                             |                                        |                                     | Udstemt (uge 3)                       | Udstemt (uge 3)                        | Udstemt (uge 3)                          | Udstemt (uge 3)                                                                    | Udstemt (uge 3)                                                                    | Udstemt (uge 3)                                                                    | Udstemt (uge 3)                                                                    |
| Emily Nakanda       |                                             |                                        | Udtræk (uge 2)                      | Udtræk (uge 2)                        | Udtræk (uge 2)                         | Udtræk (uge 2)                           | Udtræk (uge 2)                                                                     | Udtræk (uge 2)                                                                     | Udtræk (uge 2)                                                                     | Udtræk (uge 2)                                                                     |
| Daniel DeBourg      |                                             |                                        | Udstemt (uge 2)                     | Udstemt (uge 2)                       | Udstemt (uge 2)                        | Udstemt (uge 2)                          | Udstemt (uge 2)                                                                    | Udstemt (uge 2)                                                                    | Udstemt (uge 2)                                                                    | Udstemt (uge 2)                                                                    |
| Kimberley Southwick |                                             | Udstemt (uge 1)                        | Udstemt (uge 1)                     | Udstemt (uge 1)                       | Udstemt (uge 1)                        | Udstemt (uge 1)                          | Udstemt (uge 1)                                                                    | Udstemt (uge 1)                                                                    | Udstemt (uge 1)                                                                    | Udstemt (uge 1)                                                                    |
|                     |                                             |                                        |                                     |                                       |                                        |                                          |                                                                                    |                                                                                    |                                                                                    |                                                                                    |
| Sangdysten          | Alisha Bennett, Kimberley Southwick         | Alisha Bennett, Daniel DeBourg         | Futureproof, Hope                   | Beverley Trotman, Andy Willams        | Alisha Bennett, Hope                   | Hope, Beverley Trotman                   | ingen omsang eller dommernes stemmer: Resultatet er kun baseret på seernes stemmer | ingen omsang eller dommernes stemmer: Resultatet er kun baseret på seernes stemmer | ingen omsang eller dommernes stemmer: Resultatet er kun baseret på seernes stemmer | ingen omsang eller dommernes stemmer: Resultatet er kun baseret på seernes stemmer |
| Walsh stemte ud     | Kimberley Southwick                         | Alisha Bennett                         | Futureproof                         | Andy Williams                         | Alisha Bennett                         | Hope                                     | ingen omsang eller dommernes stemmer: Resultatet er kun baseret på seernes stemmer | ingen omsang eller dommernes stemmer: Resultatet er kun baseret på seernes stemmer | ingen omsang eller dommernes stemmer: Resultatet er kun baseret på seernes stemmer | ingen omsang eller dommernes stemmer: Resultatet er kun baseret på seernes stemmer |
| Osbourne stemte ud  | -                                           | Daniel DeBourg                         | Futureproof                         | Andy Willams                          | Hope                                   | Beverley Trotman                         | ingen omsang eller dommernes stemmer: Resultatet er kun baseret på seernes stemmer | ingen omsang eller dommernes stemmer: Resultatet er kun baseret på seernes stemmer | ingen omsang eller dommernes stemmer: Resultatet er kun baseret på seernes stemmer | ingen omsang eller dommernes stemmer: Resultatet er kun baseret på seernes stemmer |
| Minogue stemte ud   | Alisha Bennett                              | Daniel DeBourg                         | Hope                                | Beverley Trotman                      | Alisha Bennett                         | Hope                                     | ingen omsang eller dommernes stemmer: Resultatet er kun baseret på seernes stemmer | ingen omsang eller dommernes stemmer: Resultatet er kun baseret på seernes stemmer | ingen omsang eller dommernes stemmer: Resultatet er kun baseret på seernes stemmer | ingen omsang eller dommernes stemmer: Resultatet er kun baseret på seernes stemmer |
| Cowell stemte ud    | Kimberley Southwick                         | Daniel DeBourg                         | Futureproof                         | Andy Williams                         | Alisha Bennett                         | Beverley Trotman                         | ingen omsang eller dommernes stemmer: Resultatet er kun baseret på seernes stemmer | ingen omsang eller dommernes stemmer: Resultatet er kun baseret på seernes stemmer | ingen omsang eller dommernes stemmer: Resultatet er kun baseret på seernes stemmer | ingen omsang eller dommernes stemmer: Resultatet er kun baseret på seernes stemmer |
| Udstemt             | Kimberley Southwick 2 af 3 stemmer Majority | Daniel DeBourg 3 af 4 stemmer Majority | Futureproof 3 af 4 stemmer Majority | Andy Williams 3 af 4 stemmer Majority | Alisha Bennett 3 af 4 stemmer Majority | Beverley Trotman 2 af 4 stemmer Deadlock | Hope færrest seerstemmer til at rede                                               | Niki Evans færrest seerstemmer til at rede                                         | Same Difference færrest seerstemmer til at vinde                                   | Rhydian Roberts færrest seerstemmer til at vinde                                   |

## Sæson 5

### Finalister sæson 5
– Vinder
     – Andenplads
     – Trejdeplads
| Kategori (mentor) | Aritster        | Aritster      | Aritster     |
| ----------------- | --------------- | ------------- | ------------ |
| Drenge (Cowell)   | Scott Bruton    | Austin Drage  | Eoghan Quigg |
| Piger (Cole)      | Alexandra Burke | Diana Vickers | Laura White  |
| Over 25 (Minogue) | Daniel Evans    | Rachel Hylton | Ruth Lorenzo |
| Grupper (Walsh)   | Bad Lashes      | Girlband      | JLS          |

### Statistik sæson 5
| – | Deltageren var blandt de to nederste og var derfor nødt til at synge igen i Sangdysten |
| – | Deltageren fik færrest seerstemmer og blev derfor stemt ud (ingen sangdyst)            |
| – | Deltageren blev råbt op som værende gået videre (vilkårlig rækkefølge)                 |

| Deltager          | Uge 1                              | Uge 2                            | Uge 3                                | Uge 4                                | Uge 5                               | Uge 6                                | Uge 7                                 | Uge 8                                                                              | Uge 9                                                                              | Uge 10                                                                             | Uge 10                                                                             |
| Deltager          | Uge 1                              | Uge 2                            | Uge 3                                | Uge 4                                | Uge 5                               | Uge 6                                | Uge 7                                 | Uge 8                                                                              | Uge 9                                                                              | Runde 1                                                                            | Runde 2                                                                            |
| ----------------- | ---------------------------------- | -------------------------------- | ------------------------------------ | ------------------------------------ | ----------------------------------- | ------------------------------------ | ------------------------------------- | ---------------------------------------------------------------------------------- | ---------------------------------------------------------------------------------- | ---------------------------------------------------------------------------------- | ---------------------------------------------------------------------------------- |
| Alexandra Burke   | 6.                                 | 7.                               | 6.                                   | 6.                                   | 2.                                  | 4.                                   | 4.                                    | 1.                                                                                 | 2.                                                                                 | 1.                                                                                 | Vinder 58.34%                                                                      |
| JLS               | 7.                                 | 3.                               | 4.                                   | 2.                                   | 4.                                  | 5.                                   | 5.                                    | 2.                                                                                 | 1.                                                                                 | 2.                                                                                 | Andenplads 41.66%                                                                  |
| Eoghan Quigg      | 1.                                 | 1.                               | 1.                                   | 1.                                   | 1.                                  | 2.                                   | 1.                                    | 3.                                                                                 | 3.                                                                                 | 3.                                                                                 | Udstemt (uge 10)                                                                   |
| Diana Vickers     | 4.                                 | 2.                               | 2.                                   | 3.                                   | N/A                                 | 1.                                   | 2.                                    | 4.                                                                                 | 4.                                                                                 | Udstemt (uge 9)                                                                    | Udstemt (uge 9)                                                                    |
| Ruth Lorenzo      | 10.                                | 10.                              | 5.                                   | 5.                                   | 7.                                  | 3.                                   | 3.                                    | 5.                                                                                 | Udstemt (uge 8)                                                                    | Udstemt (uge 8)                                                                    | Udstemt (uge 8)                                                                    |
| Rachel Hylton     | 8.                                 | 8.                               | 3.                                   | 9.                                   | 5.                                  | 7.                                   | 6.                                    | Udstemt (uge 7)                                                                    | Udstemt (uge 7)                                                                    | Udstemt (uge 7)                                                                    | Udstemt (uge 7)                                                                    |
| Daniel Evans      | 5.                                 | 6.                               | 9.                                   | 4.                                   | 3.                                  | 6.                                   | Udstemt (uge 6)                       | Udstemt (uge 6)                                                                    | Udstemt (uge 6)                                                                    | Udstemt (uge 6)                                                                    | Udstemt (uge 6)                                                                    |
| Laura White       | 3.                                 | 4.                               | 7.                                   | 7.                                   | 6.                                  | Udstemt (uge 5)                      | Udstemt (uge 5)                       | Udstemt (uge 5)                                                                    | Udstemt (uge 5)                                                                    | Udstemt (uge 5)                                                                    | Udstemt (uge 5)                                                                    |
| Austin Drage      | 9.                                 | 5.                               | 8.                                   | 8.                                   | Udstemt (uge 4)                     | Udstemt (uge 4)                      | Udstemt (uge 4)                       | Udstemt (uge 4)                                                                    | Udstemt (uge 4)                                                                    | Udstemt (uge 4)                                                                    | Udstemt (uge 4)                                                                    |
| Scott Bruton      | 2.                                 | 9.                               | 10.                                  | Udstemt (uge 3)                      | Udstemt (uge 3)                     | Udstemt (uge 3)                      | Udstemt (uge 3)                       | Udstemt (uge 3)                                                                    | Udstemt (uge 3)                                                                    | Udstemt (uge 3)                                                                    | Udstemt (uge 3)                                                                    |
| Girlband          | 11.                                | 11.                              | Udstemt (uge 2)                      | Udstemt (uge 2)                      | Udstemt (uge 2)                     | Udstemt (uge 2)                      | Udstemt (uge 2)                       | Udstemt (uge 2)                                                                    | Udstemt (uge 2)                                                                    | Udstemt (uge 2)                                                                    | Udstemt (uge 2)                                                                    |
| Bad Lashes        | 12.                                | Udstemt (uge 1)                  | Udstemt (uge 1)                      | Udstemt (uge 1)                      | Udstemt (uge 1)                     | Udstemt (uge 1)                      | Udstemt (uge 1)                       | Udstemt (uge 1)                                                                    | Udstemt (uge 1)                                                                    | Udstemt (uge 1)                                                                    | Udstemt (uge 1)                                                                    |
|                   |                                    |                                  |                                      |                                      |                                     |                                      |                                       |                                                                                    |                                                                                    |                                                                                    |                                                                                    |
| Sangdysten        | Bad Lashes, Girlband               | Girlband, Ruth Lorenzo           | Scott Bruton, Daniel Evans           | Austin Drage, Rachel Hylton          | Ruth Lorenzo, Laura White           | Daniel Evans, Rachel Hylton          | Rachel Hylton, JLS                    | ingen omsang eller dommernes stemmer: Resultatet er kun baseret på seernes stemmer | ingen omsang eller dommernes stemmer: Resultatet er kun baseret på seernes stemmer | ingen omsang eller dommernes stemmer: Resultatet er kun baseret på seernes stemmer | ingen omsang eller dommernes stemmer: Resultatet er kun baseret på seernes stemmer |
| Walsh stemte ud   | Bad Lashes                         | Ruth Lorenzo                     | Scott Bruton                         | Austin Drage                         | Laura White                         | Daniel Evans                         | Rachel Hylton                         | ingen omsang eller dommernes stemmer: Resultatet er kun baseret på seernes stemmer | ingen omsang eller dommernes stemmer: Resultatet er kun baseret på seernes stemmer | ingen omsang eller dommernes stemmer: Resultatet er kun baseret på seernes stemmer | ingen omsang eller dommernes stemmer: Resultatet er kun baseret på seernes stemmer |
| Minogue stemte ud | Girlband                           | Girlband                         | Scott Bruton                         | Austin Drage                         | Laura White                         | N/A                                  | JLS                                   | ingen omsang eller dommernes stemmer: Resultatet er kun baseret på seernes stemmer | ingen omsang eller dommernes stemmer: Resultatet er kun baseret på seernes stemmer | ingen omsang eller dommernes stemmer: Resultatet er kun baseret på seernes stemmer | ingen omsang eller dommernes stemmer: Resultatet er kun baseret på seernes stemmer |
| Cole stemte ud    | Girlband                           | Girlband                         | Scott Bruton                         | Austin Drage                         | Ruth Lorenzo                        | Daniel Evans                         | Rachel Hylton                         | ingen omsang eller dommernes stemmer: Resultatet er kun baseret på seernes stemmer | ingen omsang eller dommernes stemmer: Resultatet er kun baseret på seernes stemmer | ingen omsang eller dommernes stemmer: Resultatet er kun baseret på seernes stemmer | ingen omsang eller dommernes stemmer: Resultatet er kun baseret på seernes stemmer |
| Cowell stemte ud  | Bad Lashes                         | Ruth Lorenzo                     | Daniel Evans                         | Rachel Hylton                        | Laura White                         | Daniel Evans                         | Rachel Hylton                         | ingen omsang eller dommernes stemmer: Resultatet er kun baseret på seernes stemmer | ingen omsang eller dommernes stemmer: Resultatet er kun baseret på seernes stemmer | ingen omsang eller dommernes stemmer: Resultatet er kun baseret på seernes stemmer | ingen omsang eller dommernes stemmer: Resultatet er kun baseret på seernes stemmer |
| Udstemt           | Bad Lashes 2 af 4 stemmer Deadlock | Girlband 2 af 4 stemmer Deadlock | Scott Bruton 3 af 4 stemmer Majority | Austin Drage 3 af 4 stemmer Majority | Laura White 3 af 4 stemmer Majority | Daniel Evans 3 af 4 stemmer Majority | Rachel Hylton 3 af 4 stemmer Majority | Ruth Lorenzo færrest seerstemmer til at rede                                       | Diana Vickers færrest seerstemmer til at rede                                      | Eoghan Quigg færrest seerstemmer til at vinde                                      | JLS færrest seerstemmer til at vinde                                               |

## Sæson 6

### Finalister sæson 6
– Vinder
     – Andenplads
     – Trejdeplads
| Kategori (mentor) | Artister       | Artister      | Artister       |
| ----------------- | -------------- | ------------- | -------------- |
| Drenge (Cole)     | Lloyd Daniels  | Rikki Loney   | Joe McElderry  |
| Piger (Minogue)   | Rachel Adedeji | Lucie Jones   | Stacey Solomon |
| Over 25 (Cowell)  | Jamie Archer   | Danyl Johnson | Olly Murs      |
| Grupper (Walsh)   | John & Edward  | Kandy Rain    | Miss Frank     |

### Statistik sæson 6
| – | Deltageren var blandt de to nederste og var derfor nødt til at synge igen i Sangdysten |
| – | Deltageren fik færrest seerstemmer og blev derfor stemt ud (ingen sangdyst)            |
| – | Deltageren blev råbt op som værende gået videre (vilkårlig rækkefølge)                 |

| Deltager          | Uge 1                              | Uge 2                               | Uge 3                              | Uge 4                                | Uge 5                               | Uge 6                                | Uge 7                                 | Uge 8                                                                              | Uge 9                                                                              | Uge 10                                                                             | Uge 10                                                                             |
| Deltager          | Uge 1                              | Uge 2                               | Uge 3                              | Uge 4                                | Uge 5                               | Uge 6                                | Uge 7                                 | Uge 8                                                                              | Uge 9                                                                              | Lørdag                                                                             | Søndag                                                                             |
| ----------------- | ---------------------------------- | ----------------------------------- | ---------------------------------- | ------------------------------------ | ----------------------------------- | ------------------------------------ | ------------------------------------- | ---------------------------------------------------------------------------------- | ---------------------------------------------------------------------------------- | ---------------------------------------------------------------------------------- | ---------------------------------------------------------------------------------- |
| Joe McElderry     | 3.                                 | 4.                                  | 2.                                 | 3.                                   | 2.                                  | 2.                                   | 1.                                    | 1.                                                                                 | 1.                                                                                 | 1.                                                                                 | Vinder 61.3%                                                                       |
| Olly Murs         | 7.                                 | 5.                                  | 7.                                 | 5.                                   | 5.                                  | 5.                                   | 6.                                    | 3.                                                                                 | 2.                                                                                 | 2.                                                                                 | Andenplads 38.7%                                                                   |
| Stacey Solomon    | 2.                                 | 1.                                  | 5.                                 | 2.                                   | 3.                                  | 1.                                   | 2.                                    | 2.                                                                                 | 3.                                                                                 | 3.                                                                                 | Udstemt (uge 10)                                                                   |
| Danyl Johnson     | 1.                                 | 7.                                  | 9.                                 | 1.                                   | 1.                                  | 3.                                   | 3.                                    | 4.                                                                                 | 4.                                                                                 | Udstemt (uge 9)                                                                    | Udstemt (uge 9)                                                                    |
| Lloyd Daniels     | 6.                                 | 2.                                  | 8.                                 | 8.                                   | 4.                                  | 6.                                   | 4.                                    | 5.                                                                                 | Udstemt (uge 8)                                                                    | Udstemt (uge 8)                                                                    | Udstemt (uge 8)                                                                    |
| John & Edward     | 8.                                 | 8.                                  | 6.                                 | 6.                                   | 7.                                  | 4.                                   | 5.                                    | Udstemt (uge 7)                                                                    | Udstemt (uge 7)                                                                    | Udstemt (uge 7)                                                                    | Udstemt (uge 7)                                                                    |
| Jamie Archer      | 5.                                 | 3.                                  | 4.                                 | 4.                                   | 6.                                  | 7.                                   | Udstemt (uge 6)                       | Udstemt (uge 6)                                                                    | Udstemt (uge 6)                                                                    | Udstemt (uge 6)                                                                    | Udstemt (uge 6)                                                                    |
| Lucie Jones       | 4.                                 | 6.                                  | 3.                                 | 7.                                   | 8.                                  | Udstemt (uge 5)                      | Udstemt (uge 5)                       | Udstemt (uge 5)                                                                    | Udstemt (uge 5)                                                                    | Udstemt (uge 5)                                                                    | Udstemt (uge 5)                                                                    |
| Rachel Adedeji    | 11.                                | 10.                                 | 1.                                 | 9.                                   | Udstemt (uge 4)                     | Udstemt (uge 4)                      | Udstemt (uge 4)                       | Udstemt (uge 4)                                                                    | Udstemt (uge 4)                                                                    | Udstemt (uge 4)                                                                    | Udstemt (uge 4)                                                                    |
| Miss Frank        | 9.                                 | 9.                                  | 10.                                | Udstemt (uge 3)                      | Udstemt (uge 3)                     | Udstemt (uge 3)                      | Udstemt (uge 3)                       | Udstemt (uge 3)                                                                    | Udstemt (uge 3)                                                                    | Udstemt (uge 3)                                                                    | Udstemt (uge 3)                                                                    |
| Rikki Loney       | 10.                                | 11.                                 | Udstemt (uge 2)                    | Udstemt (uge 2)                      | Udstemt (uge 2)                     | Udstemt (uge 2)                      | Udstemt (uge 2)                       | Udstemt (uge 2)                                                                    | Udstemt (uge 2)                                                                    | Udstemt (uge 2)                                                                    | Udstemt (uge 2)                                                                    |
| Kandy Rain        | 12.                                | Udstemt (uge 1)                     | Udstemt (uge 1)                    | Udstemt (uge 1)                      | Udstemt (uge 1)                     | Udstemt (uge 1)                      | Udstemt (uge 1)                       | Udstemt (uge 1)                                                                    | Udstemt (uge 1)                                                                    | Udstemt (uge 1)                                                                    | Udstemt (uge 1)                                                                    |
|                   |                                    |                                     |                                    |                                      |                                     |                                      |                                       |                                                                                    |                                                                                    |                                                                                    |                                                                                    |
| Sangdysten        | Rachel Adedeji, Kandy Rain         | Rachel Adedeji, Rikki Loney         | Danyl Johnson, Miss Frank          | Rachel Adedeji, Lloyd Daniels        | John & Edward, Lucie Jones          | Jamie Archer, Lloyd Daniels          | John & Edward, Olly Murs              | ingen omsang eller dommernes stemmer: Resultatet er kun baseret på seernes stemmer | ingen omsang eller dommernes stemmer: Resultatet er kun baseret på seernes stemmer | ingen omsang eller dommernes stemmer: Resultatet er kun baseret på seernes stemmer | ingen omsang eller dommernes stemmer: Resultatet er kun baseret på seernes stemmer |
| Walsh stemte ud   | Rachel Adedeji                     | N/A                                 | Danyl Johnson                      | Lloyd Daniels                        | Lucie Jones                         | Jamie Archer                         | Olly Murs                             | ingen omsang eller dommernes stemmer: Resultatet er kun baseret på seernes stemmer | ingen omsang eller dommernes stemmer: Resultatet er kun baseret på seernes stemmer | ingen omsang eller dommernes stemmer: Resultatet er kun baseret på seernes stemmer | ingen omsang eller dommernes stemmer: Resultatet er kun baseret på seernes stemmer |
| Minogue stemte ud | Kandy Rain                         | Rikki Loney                         | Miss Frank                         | Lloyd Daniels                        | John & Edward                       | Lloyd Daniels                        | John & Edward                         | ingen omsang eller dommernes stemmer: Resultatet er kun baseret på seernes stemmer | ingen omsang eller dommernes stemmer: Resultatet er kun baseret på seernes stemmer | ingen omsang eller dommernes stemmer: Resultatet er kun baseret på seernes stemmer | ingen omsang eller dommernes stemmer: Resultatet er kun baseret på seernes stemmer |
| Cole stemte ud    | Kandy Rain                         | Rachel Adedeji                      | Danyl Johnson                      | Rachel Adedeji                       | John & Edward                       | Jamie Archer                         | John & Edward                         | ingen omsang eller dommernes stemmer: Resultatet er kun baseret på seernes stemmer | ingen omsang eller dommernes stemmer: Resultatet er kun baseret på seernes stemmer | ingen omsang eller dommernes stemmer: Resultatet er kun baseret på seernes stemmer | ingen omsang eller dommernes stemmer: Resultatet er kun baseret på seernes stemmer |
| Cowell stemte ud  | Rachel Adedeji                     | Rikki Loney                         | Miss Frank                         | Rachel Adedeji                       | Lucie Jones                         | Lloyd Daniels                        | John & Edward                         | ingen omsang eller dommernes stemmer: Resultatet er kun baseret på seernes stemmer | ingen omsang eller dommernes stemmer: Resultatet er kun baseret på seernes stemmer | ingen omsang eller dommernes stemmer: Resultatet er kun baseret på seernes stemmer | ingen omsang eller dommernes stemmer: Resultatet er kun baseret på seernes stemmer |
| Udstemt           | Kandy Rain 2 af 4 stemmer Deadlock | Rikki Loney 2 af 4 stemmer Majority | Miss Frank 2 af 4 stemmer Deadlock | Rachel Adedeji 2 of 4 votes Deadlock | Lucie Jones 2 af 4 stemmer Deadlock | Jamie Archer 2 af 4 stemmer Deadlock | John & Edward 3 af 4 stemmer Majority | Lloyd Daniels færrest seerstemmer til at rede                                      | Danyl Johnson færrest seerstemmer til at rede                                      | Stacey Solomon færrest seerstemmer til at vinde                                    | Olly Murs færrest seerstemmer til at vinde                                         |

## Sæson 7

### Finalister sæson 7
– Vinder
     – Andenplads
     – Trejdeplads
| Kategori (mentor) | Artister     | Artister         | Artister       | Artister         |
| ----------------- | ------------ | ---------------- | -------------- | ---------------- |
| Drenge (Minogue)  | Matt Cardle  | Nicolo Festa     | Aiden Grimshaw | Paije Richardson |
| Piger (Cole)      | Treyc Cohen  | Rebecca Ferguson | Cher Lloyd     | Katie Waissel    |
| Over 28 (Walsh)   | John Adeleye | Mary Byrne       | Storm Lee      | Wagner           |
| Grupper (Cowell)  | Belle Amie   | Diva Fever       | F.Y.D          | One Direction    |

### Statistik sæson 7
| – | Deltageren var blandt de to/tre nederste og var derfor nødt til at synge igen i Sangdysten |
| – | Deltageren var blandt de tre nederste og fik færrest seerstemmer og blev dermed stemt ud   |
| – | Deltageren fik færrest seerstemmer og blev derfor stemt ud (ingen sangdyst)                |
| – | Deltageren blev råbt op som værende gået videre (vilkårlig rækkefølge)                     |

| Contestant              | Uge 1                                        | Uge 2                                     | Uge 3                                | Uge 4                              | Uge 5                               | Uge 6                                  | Uge 7                                    | Uge 8                                         | Uge 9                              | Uge 10                                                                             | Uge 10                                                                             | Uge 10                                                                             |                 |
| Contestant              | Uge 1                                        | Uge 2                                     | Uge 3                                | Uge 4                              | Uge 5                               | Uge 6                                  | Uge 7                                    | Uge 8                                         | Uge 9                              | Lørdag                                                                             | Søndag                                                                             | Søndag                                                                             |                 |
| Contestant              | Uge 1                                        | Uge 2                                     | Uge 3                                | Uge 4                              | Uge 5                               | Uge 6                                  | Uge 7                                    | Uge 8                                         | Uge 9                              | Lørdag                                                                             | Runde 1                                                                            | Runde 2                                                                            |                 |
| ----------------------- | -------------------------------------------- | ----------------------------------------- | ------------------------------------ | ---------------------------------- | ----------------------------------- | -------------------------------------- | ---------------------------------------- | --------------------------------------------- | ---------------------------------- | ---------------------------------------------------------------------------------- | ---------------------------------------------------------------------------------- | ---------------------------------------------------------------------------------- | --------------- |
| Matt Cardle             | 2.                                           | 1.                                        | 1.                                   | 1.                                 | 1.                                  | 1.                                     | 1.                                       | 1.                                            | 1.                                 | 1.                                                                                 | 1.                                                                                 | Vinder 44.61%                                                                      |                 |
| Rebecca Ferguson        | 6.                                           | 5.                                        | 5.                                   | 5.                                 | 2.                                  | 2.                                     | 3.                                       | 2.                                            | 2.                                 | 2.                                                                                 | 2.                                                                                 | Andenplads 38.63%                                                                  |                 |
| One Direction           | 4.                                           | 3.                                        | 3.                                   | 4.                                 | 3.                                  | 3.                                     | 4.                                       | 4.                                            | 3.                                 | 3.                                                                                 | 3.                                                                                 | Udstemt (uge 10)                                                                   |                 |
| Cher Lloyd              | 3.                                           | 6.                                        | 4.                                   | 2.                                 | 5.                                  | 5.                                     | 8.                                       | 3.                                            | 5.                                 | 4.                                                                                 | Udstemt (uge 10)                                                                   | Udstemt (uge 10)                                                                   |                 |
| Mary Byrne              | 1.                                           | 2.                                        | 2.                                   | 3.                                 | 4.                                  | 4.                                     | 5.                                       | 5.                                            | 4.                                 | Udstemt (uge 9)                                                                    | Udstemt (uge 9)                                                                    | Udstemt (uge 9)                                                                    |                 |
| Wagner                  | 12.                                          | 11.                                       | 9.                                   | 8.                                 | 8.                                  | 7.                                     | 6.                                       | 6.                                            | Udstemt (uge 8)                    | Udstemt (uge 8)                                                                    | Udstemt (uge 8)                                                                    | Udstemt (uge 8)                                                                    |                 |
| Katie Waissel           | 15.                                          | 8.                                        | 8.                                   | 10.                                | 10.                                 | 8.                                     | 2.                                       | 7.                                            | Udstemt (uge 8)                    | Udstemt (uge 8)                                                                    | Udstemt (uge 8)                                                                    | Udstemt (uge 8)                                                                    | Udstemt (uge 8) |
| Paije Richardson        | 7.                                           | 9.                                        | 7.                                   | 7.                                 | 7.                                  | 6.                                     | 7.                                       | Udstemt (uge 7)                               | Udstemt (uge 7)                    | Udstemt (uge 7)                                                                    | Udstemt (uge 7)                                                                    | Udstemt (uge 7)                                                                    |                 |
| Aiden Grimshaw          | 5.                                           | 4.                                        | 6.                                   | 6.                                 | 6.                                  | 9.                                     | Udstemt (uge 6)                          | Udstemt (uge 6)                               | Udstemt (uge 6)                    | Udstemt (uge 6)                                                                    | Udstemt (uge 6)                                                                    | Udstemt (uge 6)                                                                    |                 |
| Treyc Cohen             | 8.                                           | 10.                                       | 12.                                  | 9.                                 | 9.                                  | Udstemt (uge 5)                        | Udstemt (uge 5)                          | Udstemt (uge 5)                               | Udstemt (uge 5)                    | Udstemt (uge 5)                                                                    | Udstemt (uge 5)                                                                    | Udstemt (uge 5)                                                                    |                 |
| Belle Amie              | 11.                                          | 13.                                       | 10.                                  | 11.                                | Udstemt (uge 4)                     | Udstemt (uge 4)                        | Udstemt (uge 4)                          | Udstemt (uge 4)                               | Udstemt (uge 4)                    | Udstemt (uge 4)                                                                    | Udstemt (uge 4)                                                                    | Udstemt (uge 4)                                                                    |                 |
| John Adeleye            | 9.                                           | 7.                                        | 11.                                  | Udstemt (uge 3)                    | Udstemt (uge 3)                     | Udstemt (uge 3)                        | Udstemt (uge 3)                          | Udstemt (uge 3)                               | Udstemt (uge 3)                    | Udstemt (uge 3)                                                                    | Udstemt (uge 3)                                                                    | Udstemt (uge 3)                                                                    |                 |
| Diva Fever              | 10.                                          | 12.                                       | Udstemt (uge 2)                      | Udstemt (uge 2)                    | Udstemt (uge 2)                     | Udstemt (uge 2)                        | Udstemt (uge 2)                          | Udstemt (uge 2)                               | Udstemt (uge 2)                    | Udstemt (uge 2)                                                                    | Udstemt (uge 2)                                                                    | Udstemt (uge 2)                                                                    |                 |
| Storm Lee               | 13.                                          | 14.                                       | Udstemt (uge 2)                      | Udstemt (uge 2)                    | Udstemt (uge 2)                     | Udstemt (uge 2)                        | Udstemt (uge 2)                          | Udstemt (uge 2)                               | Udstemt (uge 2)                    | Udstemt (uge 2)                                                                    | Udstemt (uge 2)                                                                    | Udstemt (uge 2)                                                                    |                 |
| F.Y.D.                  | 14.                                          | Udstemt (uge 1)                           | Udstemt (uge 1)                      | Udstemt (uge 1)                    | Udstemt (uge 1)                     | Udstemt (uge 1)                        | Udstemt (uge 1)                          | Udstemt (uge 1)                               | Udstemt (uge 1)                    | Udstemt (uge 1)                                                                    | Udstemt (uge 1)                                                                    | Udstemt (uge 1)                                                                    |                 |
| Nicolo Festa            | 16.                                          | Udstemt (uge 1)                           | Udstemt (uge 1)                      | Udstemt (uge 1)                    | Udstemt (uge 1)                     | Udstemt (uge 1)                        | Udstemt (uge 1)                          | Udstemt (uge 1)                               | Udstemt (uge 1)                    | Udstemt (uge 1)                                                                    | Udstemt (uge 1)                                                                    | Udstemt (uge 1)                                                                    |                 |
|                         |                                              |                                           |                                      |                                    |                                     |                                        |                                          |                                               |                                    |                                                                                    |                                                                                    |                                                                                    |                 |
| Sangdysten              | F.Y.D., Katie Waissel                        | Belle Amie, Diva Fever                    | John Adeleye, Treyc Cohen            | Belle Amie, Katie Waissel          | Treyc Cohen, Katie Waissel          | Aiden Grimshaw, Katie Waissel          | Cher Lloyd, Paije Richardson             | Mary Byrne, Wagner                            | Mary Byrne, Cher Lloyd             | ingen omsang eller dommernes stemmer: Resultatet er kun baseret på seernes stemmer | ingen omsang eller dommernes stemmer: Resultatet er kun baseret på seernes stemmer | ingen omsang eller dommernes stemmer: Resultatet er kun baseret på seernes stemmer |                 |
| Dommernes stemme til at | Stemme ud                                    | Stemme ud                                 | Stemme ud                            | Stemme ud                          | Stemme ud                           | Stemme ud                              | Stemme ud                                | Stemme ud                                     | Stemme videre                      | ingen omsang eller dommernes stemmer: Resultatet er kun baseret på seernes stemmer | ingen omsang eller dommernes stemmer: Resultatet er kun baseret på seernes stemmer | ingen omsang eller dommernes stemmer: Resultatet er kun baseret på seernes stemmer |                 |
| Walsh's stemme          | F.Y.D.                                       | Diva Fever                                | Treyc Cohen                          | Katie Waissel                      | Treyc Cohen                         | Katie Waissel                          | Paije Richardson                         | Wagner                                        | Mary Byrne                         | ingen omsang eller dommernes stemmer: Resultatet er kun baseret på seernes stemmer | ingen omsang eller dommernes stemmer: Resultatet er kun baseret på seernes stemmer | ingen omsang eller dommernes stemmer: Resultatet er kun baseret på seernes stemmer |                 |
| Minogue's stemme        | F.Y.D.                                       | Diva Fever                                | John Adeleye                         | Belle Amie                         | Katie Waissel                       | Katie Waissel                          | Cher Lloyd                               | Wagner                                        | Cher Lloyd                         | ingen omsang eller dommernes stemmer: Resultatet er kun baseret på seernes stemmer | ingen omsang eller dommernes stemmer: Resultatet er kun baseret på seernes stemmer | ingen omsang eller dommernes stemmer: Resultatet er kun baseret på seernes stemmer |                 |
| Cole's stemme           | F.Y.D.                                       | Diva Fever                                | John Adeleye                         | Belle Amie                         | Ingen (Afslået)                     | Aiden Grimshaw                         | Paije Richardson                         | Wagner                                        | Cher Lloyd                         | ingen omsang eller dommernes stemmer: Resultatet er kun baseret på seernes stemmer | ingen omsang eller dommernes stemmer: Resultatet er kun baseret på seernes stemmer | ingen omsang eller dommernes stemmer: Resultatet er kun baseret på seernes stemmer |                 |
| Cowell's stemme         | Katie Waissel                                | N/A                                       | John Adeleye                         | Katie Waissel                      | Treyc Cohen                         | Aiden Grimshaw                         | Paije Richardson                         | N/A                                           | Cher Lloyd                         | ingen omsang eller dommernes stemmer: Resultatet er kun baseret på seernes stemmer | ingen omsang eller dommernes stemmer: Resultatet er kun baseret på seernes stemmer | ingen omsang eller dommernes stemmer: Resultatet er kun baseret på seernes stemmer |                 |
| Udstemt                 | Nicolo Festa færrest seerstemmer til at rede | Storm Lee færrest seerstemmer til at rede | John Adeleye 3 af 4 stemmer Majority | Belle Amie 2 af 4 stemmer Deadlock | Treyc Cohen 2 af 4 stemmer Majority | Aiden Grimshaw 2 af 4 stemmer Deadlock | Paije Richardson 3 af 4 stemmer Majority | Katie Waissel færrest seerstemmer til at rede | Mary Byrne 1 af 4 stemmer Minority | Cher Lloyd færrest seerstemmer til at vinde                                        | One Direction færrest seerstemmer til at vinde                                     | Rebecca Ferguson færrest seerstemmer til at vinde                                  |                 |
| Udstemt                 | F.Y.D. 3 af 4 stemmer Majority               | Diva Fever 3 af 3 stemmer Majority        | John Adeleye 3 af 4 stemmer Majority | Belle Amie 2 af 4 stemmer Deadlock | Treyc Cohen 2 af 4 stemmer Majority | Aiden Grimshaw 2 af 4 stemmer Deadlock | Paije Richardson 3 af 4 stemmer Majority | Wagner 3 af 3 stemmer Majority                | Mary Byrne 1 af 4 stemmer Minority | Cher Lloyd færrest seerstemmer til at vinde                                        | One Direction færrest seerstemmer til at vinde                                     | Rebecca Ferguson færrest seerstemmer til at vinde                                  |                 |

## Sæson 8

### Finalister sæson 8
– Vinder
     – Andenplads
     – Trejdeplads
     – Udskubbet
| Kategori (mentor)      | Artister        | Artister        | Artister       | Artister        |
| ---------------------- | --------------- | --------------- | -------------- | --------------- |
| Drenge (Barlow)        | Frankie Cocozza | Marcus Collins  | Craig Colton   | James Michael   |
| Piger (Rowland)        | Misha B         | Janet Devlin    | Sophie Habibis | Amelia Lily     |
| Over 25 (Walsh)        | Sami Brookes    | Kitty Brucknell | Jonjo Kerr     | Johnny Robinson |
| Grupper (Contostavlos) | 2 Shoes         | Little Mix      | Nu Vibe        | The Risk        |

| – | Deltageren var blandt de to/tre nederste og var derfor nødt til at synge igen i Sangdysten |
| – | Deltageren var blandt de tre nederste og fik færrest seerstemmer og blev dermed stemt ud   |
| – | Deltageren fik færrest seerstemmer og blev derfor stemt ud (ingen sangdyst)                |
| – | Deltageren blev råbt op som værende gået videre (vilkårlig rækkefølge)                     |
| – | Deltageren vandt vend tilbage afstemming og derfor vendte tilbage i konkurrencen           |
| – | Deltageren vandt ikke vend tilbage afstemming og derfor vendte ikke tilbage i konkurrencen |
| – | Deltageren blev ikke reddet af sin mentor og derfor blev stemt ud                          |

### Statistik sæson 8
| Deltager                 | Uge 1                                          | Uge 2                           | Uge 3                                | Uge 4                                  | Uge 5                                    | Uge 6             | Uge 6                                   | Uge 7                                | Uge 8                                | Uge 9                                                                              | Uge 10                                                                             | Uge 10                                                                             |
| Deltager                 | Uge 1                                          | Uge 2                           | Uge 3                                | Uge 4                                  | Uge 5                                    | Tilbage stemme    | Resultater                              | Uge 7                                | Uge 8                                | Uge 9                                                                              | Lørdag                                                                             | Søndag                                                                             |
| ------------------------ | ---------------------------------------------- | ------------------------------- | ------------------------------------ | -------------------------------------- | ---------------------------------------- | ----------------- | --------------------------------------- | ------------------------------------ | ------------------------------------ | ---------------------------------------------------------------------------------- | ---------------------------------------------------------------------------------- | ---------------------------------------------------------------------------------- |
| Little Mix               | Reddet                                         | 4.                              | 6.                                   | 2.                                     | 4.                                       | N/A               | 3.                                      | 1.                                   | 2.                                   | 1.                                                                                 | 1.                                                                                 | Vinder 48.2%                                                                       |
| Marcus Collins           | Reddet                                         | 7.                              | 4.                                   | 6.                                     | 2.                                       | N/A               | 4.                                      | 4.                                   | 3.                                   | 2.                                                                                 | 2.                                                                                 | Andenplads 42.8%                                                                   |
| Amelia Lily              | Ikke Reddet                                    | Udstemt (Uge 1)                 | Udstemt (Uge 1)                      | Udstemt (Uge 1)                        | Udstemt (Uge 1)                          |                   | 1.                                      | 5.                                   | 1.                                   | 3.                                                                                 | 3.                                                                                 | Udstemt (Uge 10)                                                                   |
| Misha B                  | Reddet                                         | 5.                              | 3.                                   | 10.                                    | 3.                                       | N/A               | 7.                                      | 2.                                   | 5.                                   | 4.                                                                                 | Udstemt (Uge 9)                                                                    | Udstemt (Uge 9)                                                                    |
| Janet Devlin             | Reddet                                         | 1.                              | 1.                                   | 1.                                     | 1.                                       | N/A               | 2.                                      | 3.                                   | 4.                                   | Udstemt (Uge 8)                                                                    | Udstemt (Uge 8)                                                                    | Udstemt (Uge 8)                                                                    |
| Craig Colton             | Reddet                                         | 6.                              | 8.                                   | 3.                                     | 5.                                       | N/A               | 5.                                      | 6.                                   | Udstemt (Uge 7)                      | Udstemt (Uge 7)                                                                    | Udstemt (Uge 7)                                                                    | Udstemt (Uge 7)                                                                    |
| Kitty Brucknell          | Reddet                                         | 10.                             | 11.                                  | 4.                                     | 8.                                       | N/A               | 6.                                      | Udstemt (Uge 6)                      | Udstemt (Uge 6)                      | Udstemt (Uge 6)                                                                    | Udstemt (Uge 6)                                                                    | Udstemt (Uge 6)                                                                    |
| Frankie Cocozza          | Reddet                                         | 11.                             | 7.                                   | 8.                                     | 6.                                       | Udskubbet (Uge 5) | Udskubbet (Uge 5)                       | Udskubbet (Uge 5)                    | Udskubbet (Uge 5)                    | Udskubbet (Uge 5)                                                                  | Udskubbet (Uge 5)                                                                  | Udskubbet (Uge 5)                                                                  |
| Johnny Robinson          | Reddet                                         | 8.                              | 2.                                   | 5.                                     | 7.                                       | Udstemt (Uge 5)   | Udstemt (Uge 5)                         | Udstemt (Uge 5)                      | Udstemt (Uge 5)                      | Udstemt (Uge 5)                                                                    | Udstemt (Uge 5)                                                                    | Udstemt (Uge 5)                                                                    |
| The Risk                 | Reddet                                         | 2.                              | 5.                                   | 7.                                     | 9.                                       | Udstemt (Uge 5)   | Udstemt (Uge 5)                         | Udstemt (Uge 5)                      | Udstemt (Uge 5)                      | Udstemt (Uge 5)                                                                    | Udstemt (Uge 5)                                                                    | Udstemt (Uge 5)                                                                    |
| Sophie Habibis           | Reddet                                         | 3.                              | 8.                                   | 9.                                     | Udstemt (Uge 4)                          | Udstemt (Uge 4)   | Udstemt (Uge 4)                         | Udstemt (Uge 4)                      | Udstemt (Uge 4)                      | Udstemt (Uge 4)                                                                    | Udstemt (Uge 4)                                                                    | Udstemt (Uge 4)                                                                    |
| Sami Brookes             | Reddet                                         | 9.                              | 10.                                  | Udstemt (Uge 3)                        | Udstemt (Uge 3)                          | Udstemt (Uge 3)   | Udstemt (Uge 3)                         | Udstemt (Uge 3)                      | Udstemt (Uge 3)                      | Udstemt (Uge 3)                                                                    | Udstemt (Uge 3)                                                                    | Udstemt (Uge 3)                                                                    |
| Nu Vibe                  | Reddet                                         | 12.                             | Udstemt (Uge 2)                      | Udstemt (Uge 2)                        | Udstemt (Uge 2)                          | Udstemt (Uge 2)   | Udstemt (Uge 2)                         | Udstemt (Uge 2)                      | Udstemt (Uge 2)                      | Udstemt (Uge 2)                                                                    | Udstemt (Uge 2)                                                                    | Udstemt (Uge 2)                                                                    |
| 2 Shoes                  | Ikke Reddet                                    | Udstemt (Uge 1)                 | Udstemt (Uge 1)                      | Udstemt (Uge 1)                        | Udstemt (Uge 1)                          |                   | Vendte ikke tilbage (Uge 6)             | Vendte ikke tilbage (Uge 6)          | Vendte ikke tilbage (Uge 6)          | Vendte ikke tilbage (Uge 6)                                                        | Vendte ikke tilbage (Uge 6)                                                        | Vendte ikke tilbage (Uge 6)                                                        |
| James Michael            | Ikke Reddet                                    | Udstemt (Uge 1)                 | Udstemt (Uge 1)                      | Udstemt (Uge 1)                        | Udstemt (Uge 1)                          |                   | Vendte ikke tilbage (Uge 6)             | Vendte ikke tilbage (Uge 6)          | Vendte ikke tilbage (Uge 6)          | Vendte ikke tilbage (Uge 6)                                                        | Vendte ikke tilbage (Uge 6)                                                        | Vendte ikke tilbage (Uge 6)                                                        |
| Jonjo Kerr               | Ikke Reddet                                    | Udstemt (Uge 1)                 | Udstemt (Uge 1)                      | Udstemt (Uge 1)                        | Udstemt (Uge 1)                          |                   | Vendte ikke tilbage (Uge 6)             | Vendte ikke tilbage (Uge 6)          | Vendte ikke tilbage (Uge 6)          | Vendte ikke tilbage (Uge 6)                                                        | Vendte ikke tilbage (Uge 6)                                                        | Vendte ikke tilbage (Uge 6)                                                        |
|                          |                                                |                                 |                                      |                                        |                                          |                   |                                         |                                      |                                      |                                                                                    |                                                                                    |                                                                                    |
| Sangdysten               | None                                           | Frankie Cocozza, Nu Vibe        | Sami Brookes, Kitty Brucknell        | Misha B, Sophie Habibis                | Kitty Brucknell, Johnny Robinson         | N/A               | Misha B, Kitty Brucknell                | Craig Colton, Amelia Lily            | Misha B, Janet Devlin                | ingen omsang eller dommernes stemmer: Resultatet er kun baseret på seernes stemmer | ingen omsang eller dommernes stemmer: Resultatet er kun baseret på seernes stemmer | ingen omsang eller dommernes stemmer: Resultatet er kun baseret på seernes stemmer |
| Dommernes stemmer til at | Rede                                           | Stemme ud                       | Stemme ud                            | Stemme ud                              | Stemme ud                                | N/A               | Stemme ud                               | Stemme ud                            | Stemme ud                            | ingen omsang eller dommernes stemmer: Resultatet er kun baseret på seernes stemmer | ingen omsang eller dommernes stemmer: Resultatet er kun baseret på seernes stemmer | ingen omsang eller dommernes stemmer: Resultatet er kun baseret på seernes stemmer |
| Walsh's stemme           | Sami Brookes, Kitty Brucknell, Johnny Robinson | Nu Vibe                         | Sami Brookes                         | Sophie Habibis                         | Johnny Robinson                          | N/A               | Misha B                                 | Craig Colton                         | Janet Devlin                         | ingen omsang eller dommernes stemmer: Resultatet er kun baseret på seernes stemmer | ingen omsang eller dommernes stemmer: Resultatet er kun baseret på seernes stemmer | ingen omsang eller dommernes stemmer: Resultatet er kun baseret på seernes stemmer |
| Contostavlos's stemme    | LIttle Mix, The Risk, Nu Vibe                  | Frankie Cocozza                 | Kitty Brucknell                      | Sophie Habibis                         | Johnny Robinson                          | N/A               | Kitty Brucknell                         | Amelia Lily                          | Janet Devlin                         | ingen omsang eller dommernes stemmer: Resultatet er kun baseret på seernes stemmer | ingen omsang eller dommernes stemmer: Resultatet er kun baseret på seernes stemmer | ingen omsang eller dommernes stemmer: Resultatet er kun baseret på seernes stemmer |
| Rowland's stemme         | Janet Devlin, Misha B, Sophie Habibis          | Nu Vibe                         | Sami Brookes                         | Sophie Habibis                         | Johnny Robinson                          | N/A               | Kitty Brucknell                         | Craig Colton                         | Ingen (nægtede)                      | ingen omsang eller dommernes stemmer: Resultatet er kun baseret på seernes stemmer | ingen omsang eller dommernes stemmer: Resultatet er kun baseret på seernes stemmer | ingen omsang eller dommernes stemmer: Resultatet er kun baseret på seernes stemmer |
| Barlow's stemme          | Marcus Collins, Craig Colton, Frankie Cocozza  | Nu Vibe                         | Sami Brookes                         | -                                      | -                                        | N/A               | Kitty Brucknell                         | Amelia Lily                          | -                                    | ingen omsang eller dommernes stemmer: Resultatet er kun baseret på seernes stemmer | ingen omsang eller dommernes stemmer: Resultatet er kun baseret på seernes stemmer | ingen omsang eller dommernes stemmer: Resultatet er kun baseret på seernes stemmer |
| Udstemt                  | Jonjo Kerr af Walsh                            | Nu Vibe 3 af 4 stemmer Majority | Sami Brookes 3 af 4 stemmer Majority | Sophie Habibis 3 af 3 stemmer Majority | The Risk færrest seerstemmer til at rede | N/A               | Kitty Brucknell 3 af 4 stemmer Majority | Craig Colton 2 af 4 stemmer Deadlock | Janet Devlin 2 af 4 stemmer Majority | Misha B færrest seerstemmer til at rede                                            | Amelia Lily færrest seerstemmer til at vinde                                       | Marcus Collins færrest seerstemmer til at vinde                                    |
| Udstemt                  | James Michael af Barlow                        | Nu Vibe 3 af 4 stemmer Majority | Sami Brookes 3 af 4 stemmer Majority | Sophie Habibis 3 af 3 stemmer Majority | The Risk færrest seerstemmer til at rede | N/A               | Kitty Brucknell 3 af 4 stemmer Majority | Craig Colton 2 af 4 stemmer Deadlock | Janet Devlin 2 af 4 stemmer Majority | Misha B færrest seerstemmer til at rede                                            | Amelia Lily færrest seerstemmer til at vinde                                       | Marcus Collins færrest seerstemmer til at vinde                                    |
| Udstemt                  | 2 Shoes af Contostavlos                        | Nu Vibe 3 af 4 stemmer Majority | Sami Brookes 3 af 4 stemmer Majority | Sophie Habibis 3 af 3 stemmer Majority | Johnny Robinson 3 of 3 votes Majority    | N/A               | Kitty Brucknell 3 af 4 stemmer Majority | Craig Colton 2 af 4 stemmer Deadlock | Janet Devlin 2 af 4 stemmer Majority | Misha B færrest seerstemmer til at rede                                            | Amelia Lily færrest seerstemmer til at vinde                                       | Marcus Collins færrest seerstemmer til at vinde                                    |
| Udstemt                  | Amelia Lily af Rowland                         | Nu Vibe 3 af 4 stemmer Majority | Sami Brookes 3 af 4 stemmer Majority | Sophie Habibis 3 af 3 stemmer Majority | Johnny Robinson 3 of 3 votes Majority    | N/A               | Kitty Brucknell 3 af 4 stemmer Majority | Craig Colton 2 af 4 stemmer Deadlock | Janet Devlin 2 af 4 stemmer Majority | Misha B færrest seerstemmer til at rede                                            | Amelia Lily færrest seerstemmer til at vinde                                       | Marcus Collins færrest seerstemmer til at vinde                                    |

## Sæson 9

### Finalister sæson 9
– Vinder
     – Andenplads
     – Trejdeplads
     – Udtræksig
| Kategori (mentor)    | Artister            | Artister       | Artister        | Artister  |
| -------------------- | ------------------- | -------------- | --------------- | --------- |
| Drenge (Scherzinger) | James Arthur        | Rylan Clark    | Jahméne Douglas |           |
| Piger (Contostavlos) | Jade Ellis          | Ella Henderson | Lucy Spraggan   |           |
| Over 28 (Barlow)     | Christopher Maloney | Melanie Masson | Carolynne Poole | Kye Sones |
| Grupper (Walsh)      | District3           | MK1            | Union J         |           |

### Statistik sæson 9
| – | Deltageren var blandt de to nederste og var derfor nødt til at synge igen i Sangdysten |
| – | Deltageren fik færrest seerstemmer og blev derfor stemt ud (ingen sangdyst)            |
| – | Deltageren blev råbt op som værende gået videre (vilkårlig rækkefølge)                 |
| – | Deltageren vandt wildcard afstemming og vendte tilbage i konkurrencen                  |
| – | Deltageren vandt ikke wildcard afstemming og derfor vendte ikke tilbage i konkurrencen |

| Deltager               | Uge 1                                                  | Uge 1                                   | Uge 2                                  | Uge 3                       | Uge 4                              | Uge 5                             | Uge 6                             | Uge 7                                  | Uge 8                               | Uge 9                                                                              | Uge 10                                                                             | Uge 10                                                                             |
| Deltager               | Wildcard                                               | Udstemning                              | Uge 2                                  | Uge 3                       | Uge 4                              | Uge 5                             | Uge 6                             | Uge 7                                  | Uge 8                               | Uge 9                                                                              | Lørdag                                                                             | Søndag                                                                             |
| ---------------------- | ------------------------------------------------------ | --------------------------------------- | -------------------------------------- | --------------------------- | ---------------------------------- | --------------------------------- | --------------------------------- | -------------------------------------- | ----------------------------------- | ---------------------------------------------------------------------------------- | ---------------------------------------------------------------------------------- | ---------------------------------------------------------------------------------- |
| James Arthur           | N/A                                                    | 6.                                      | 6.                                     | 6.                          | 3.                                 | 6.                                | 3.                                | 5.                                     | 1.                                  | 1.                                                                                 | 1.                                                                                 | Vinder 53.7%                                                                       |
| Jahméne Douglas        | N/A                                                    | 2.                                      | 2.                                     | 2.                          | 2.                                 | 2.                                | 2.                                | 2.                                     | 3.                                  | 2.                                                                                 | 2.                                                                                 | Andenplads 38.9%                                                                   |
| Christopher Maloney    | 1.                                                     | 1.                                      | 1.                                     | 1.                          | 1.                                 | 1.                                | 1.                                | 1.                                     | 2.                                  | 3.                                                                                 | 3.                                                                                 | Udstemt (uge 10)                                                                   |
| Union J                | N/A                                                    | 4.                                      | 7.                                     | 8.                          | 8.                                 | 4.                                | 6.                                | 4.                                     | 4.                                  | 4.                                                                                 | Udstemt (uge 9)                                                                    | Udstemt (uge 9)                                                                    |
| Rylan Clark            | N/A                                                    | 12.                                     | 3.                                     | 4.                          | 7.                                 | 7.                                | 5.                                | 3.                                     | 5.                                  | Udstemt (uge 8)                                                                    | Udstemt (uge 8)                                                                    | Udstemt (uge 8)                                                                    |
| Ella Henderson         | N/A                                                    | 3.                                      | 4.                                     | 3.                          | 6.                                 | 5.                                | 4.                                | 6.                                     | Udstemt (uge 7)                     | Udstemt (uge 7)                                                                    | Udstemt (uge 7)                                                                    | Udstemt (uge 7)                                                                    |
| District3              | N/A                                                    | 8.                                      | 11.                                    | 5.                          | 4.                                 | 3.                                | 7.                                | Udstemt (uge 6)                        | Udstemt (uge 6)                     | Udstemt (uge 6)                                                                    | Udstemt (uge 6)                                                                    | Udstemt (uge 6)                                                                    |
| Kye Sones              | N/A                                                    | 7.                                      | 8.                                     | 10.                         | 5.                                 | 8.                                | Udstemt (uge 5)                   | Udstemt (uge 5)                        | Udstemt (uge 5)                     | Udstemt (uge 5)                                                                    | Udstemt (uge 5)                                                                    | Udstemt (uge 5)                                                                    |
| Lucy Spraggan          | N/A                                                    | 5.                                      | 7.                                     | 7.                          | N/A                                | Udtræksig (uge 5)                 | Udtræksig (uge 5)                 | Udtræksig (uge 5)                      | Udtræksig (uge 5)                   | Udtræksig (uge 5)                                                                  | Udtræksig (uge 5)                                                                  | Udtræksig (uge 5)                                                                  |
| Jade Ellis             | N/A                                                    | 9.                                      | 9.                                     | 9.                          | 9.                                 | Udstemt (uge 4)                   | Udstemt (uge 4)                   | Udstemt (uge 4)                        | Udstemt (uge 4)                     | Udstemt (uge 4)                                                                    | Udstemt (uge 4)                                                                    | Udstemt (uge 4)                                                                    |
| MK1                    | N/A                                                    | 10.                                     | 10.                                    | 11.                         | Udstemt (uge 3)                    | Udstemt (uge 3)                   | Udstemt (uge 3)                   | Udstemt (uge 3)                        | Udstemt (uge 3)                     | Udstemt (uge 3)                                                                    | Udstemt (uge 3)                                                                    | Udstemt (uge 3)                                                                    |
| Melanie Masson         | N/A                                                    | 11.                                     | 12.                                    | Udstemt (uge 2)             | Udstemt (uge 2)                    | Udstemt (uge 2)                   | Udstemt (uge 2)                   | Udstemt (uge 2)                        | Udstemt (uge 2)                     | Udstemt (uge 2)                                                                    | Udstemt (uge 2)                                                                    | Udstemt (uge 2)                                                                    |
| Carolynne Poole        | N/A                                                    | 13.                                     | Udstemt (uge 1)                        | Udstemt (uge 1)             | Udstemt (uge 1)                    | Udstemt (uge 1)                   | Udstemt (uge 1)                   | Udstemt (uge 1)                        | Udstemt (uge 1)                     | Udstemt (uge 1)                                                                    | Udstemt (uge 1)                                                                    | Udstemt (uge 1)                                                                    |
| Amy Mottram            | 2.                                                     | Vendte ikke tilbage (uge 1)             | Vendte ikke tilbage (uge 1)            | Vendte ikke tilbage (uge 1) | Vendte ikke tilbage (uge 1)        | Vendte ikke tilbage (uge 1)       | Vendte ikke tilbage (uge 1)       | Vendte ikke tilbage (uge 1)            | Vendte ikke tilbage (uge 1)         | Vendte ikke tilbage (uge 1)                                                        | Vendte ikke tilbage (uge 1)                                                        | Vendte ikke tilbage (uge 1)                                                        |
| Times Red              | 3.                                                     | Vendte ikke tilbage (uge 1)             | Vendte ikke tilbage (uge 1)            | Vendte ikke tilbage (uge 1) | Vendte ikke tilbage (uge 1)        | Vendte ikke tilbage (uge 1)       | Vendte ikke tilbage (uge 1)       | Vendte ikke tilbage (uge 1)            | Vendte ikke tilbage (uge 1)         | Vendte ikke tilbage (uge 1)                                                        | Vendte ikke tilbage (uge 1)                                                        | Vendte ikke tilbage (uge 1)                                                        |
| Adam Burridge          | 4.                                                     | Vendte ikke tilbage (uge 1)             | Vendte ikke tilbage (uge 1)            | Vendte ikke tilbage (uge 1) | Vendte ikke tilbage (uge 1)        | Vendte ikke tilbage (uge 1)       | Vendte ikke tilbage (uge 1)       | Vendte ikke tilbage (uge 1)            | Vendte ikke tilbage (uge 1)         | Vendte ikke tilbage (uge 1)                                                        | Vendte ikke tilbage (uge 1)                                                        | Vendte ikke tilbage (uge 1)                                                        |
|                        |                                                        |                                         |                                        |                             |                                    |                                   |                                   |                                        |                                     |                                                                                    |                                                                                    |                                                                                    |
| Sangdysten             | Ingen                                                  | Rylan Clark, Carolynne Poole            | District3, Melaine Masson              | MK1, Kye Sones              | Jade Ellis, Union J                | Rylan Clark, Kye Sones            | District3, Union J                | James Arthur, Ella Henderson           | Rylan Clark, Union J                | ingen omsang eller dommernes stemmer: Resultatet er kun baseret på seernes stemmer | ingen omsang eller dommernes stemmer: Resultatet er kun baseret på seernes stemmer | ingen omsang eller dommernes stemmer: Resultatet er kun baseret på seernes stemmer |
| Walsh stemte ud        | Ingen                                                  | Carolynne Poole                         | Melanie Masson                         | Kye Sones                   | Jade Ellis                         | Rylan Clark                       | Nægtede                           | James Arthur                           | Rylan Clark                         | ingen omsang eller dommernes stemmer: Resultatet er kun baseret på seernes stemmer | ingen omsang eller dommernes stemmer: Resultatet er kun baseret på seernes stemmer | ingen omsang eller dommernes stemmer: Resultatet er kun baseret på seernes stemmer |
| Contostavlos stemte ud | Ingen                                                  | Rylan Clark                             | Melanie Masson                         | Kye Sones                   | Union J                            | Kye Sones                         | N/A                               | James Arthur                           | Rylan Clark                         | ingen omsang eller dommernes stemmer: Resultatet er kun baseret på seernes stemmer | ingen omsang eller dommernes stemmer: Resultatet er kun baseret på seernes stemmer | ingen omsang eller dommernes stemmer: Resultatet er kun baseret på seernes stemmer |
| Barlow stemte ud       | Ingen                                                  | Rylan Clark                             | District3                              | MK1                         | Jade Ellis                         | Rylan Clark                       | District3                         | Ella Henderson                         | Rylan Clark                         | ingen omsang eller dommernes stemmer: Resultatet er kun baseret på seernes stemmer | ingen omsang eller dommernes stemmer: Resultatet er kun baseret på seernes stemmer | ingen omsang eller dommernes stemmer: Resultatet er kun baseret på seernes stemmer |
| Scherzinger stemte ud  | Ingen                                                  | Carolynne Poole                         | District3                              | MK1                         | Jade Ellis                         | Kye Sones                         | District3                         | Ella Henderson                         | Union J                             | ingen omsang eller dommernes stemmer: Resultatet er kun baseret på seernes stemmer | ingen omsang eller dommernes stemmer: Resultatet er kun baseret på seernes stemmer | ingen omsang eller dommernes stemmer: Resultatet er kun baseret på seernes stemmer |
| Udstemt                | Adam Burridge færrest seerstemmer til at vende tilbage | Carolynne Poole 2 af 4 stemmer Deadlock | Melanie Masson 2 af 4 stemmer Deadlock | MK1 2 af 4 stemmer Deadlock | Jade Ellis 3 af 4 stemmer Majority | Kye Sones 2 af 4 stemmer Deadlock | District3 2 af 2 stemmer Majority | Ella Henderson 2 af 4 stemmer Deadlock | Rylan Clark 3 af 4 stemmer Majority | Union J færrest seerstemmer til at rede                                            | Christopher Maloney færrest seerstemmer til at vinde                               | Jahméne Douglas færrest seerstemmer til at vinde                                   |
| Udstemt                | Times Red færrest seerstemmer til at vende tilbage     | Carolynne Poole 2 af 4 stemmer Deadlock | Melanie Masson 2 af 4 stemmer Deadlock | MK1 2 af 4 stemmer Deadlock | Jade Ellis 3 af 4 stemmer Majority | Kye Sones 2 af 4 stemmer Deadlock | District3 2 af 2 stemmer Majority | Ella Henderson 2 af 4 stemmer Deadlock | Rylan Clark 3 af 4 stemmer Majority | Union J færrest seerstemmer til at rede                                            | Christopher Maloney færrest seerstemmer til at vinde                               | Jahméne Douglas færrest seerstemmer til at vinde                                   |
| Udstemt                | Amy Mottram færrest seerstemmer til at vende tilbage   | Carolynne Poole 2 af 4 stemmer Deadlock | Melanie Masson 2 af 4 stemmer Deadlock | MK1 2 af 4 stemmer Deadlock | Jade Ellis 3 af 4 stemmer Majority | Kye Sones 2 af 4 stemmer Deadlock | District3 2 af 2 stemmer Majority | Ella Henderson 2 af 4 stemmer Deadlock | Rylan Clark 3 af 4 stemmer Majority | Union J færrest seerstemmer til at rede                                            | Christopher Maloney færrest seerstemmer til at vinde                               | Jahméne Douglas færrest seerstemmer til at vinde                                   |

## Sæson 10

### Finalister sæson 10
– Vinder
     – Andenplads
     – Trejdeplads
| Kategori (mentor)   | Artister       | Artister       | Artister          | Artister |
| ------------------- | -------------- | -------------- | ----------------- | -------- |
| Drenge (Walsh)      | Sam Callahan   | Luke Friend    | Nicholas McDonald |          |
| Piger (Scherzinger) | Abi Alton      | Hannah Barrett | Tamera Foster     |          |
| Over 25 (Osbourne)  | Sam Bailey     | Lorna Simpson  | Shelley Smith     |          |
| Grupper (Barlow)    | Kingsland Road | Miss Dynamix   | Rough Copy        |          |

### Statistik sæson 10
| – | Deltageren var blandt de to nederste og var derfor nødt til at synge igen i Sangdysten |
| – | Deltageren fik færrest seerstemmer og blev derfor stemt ud (ingen sangdyst)            |
| – | Deltageren blev råbt op som værende gået videre (vilkårlig rækkefølge)                 |

| Deltager                 | Uge 1                                 | Uge 1                                 | Uge 2                                 | Uge 2                                 | Uge 3                                  | Uge 3                                  | Uge 4                                  | Uge 5                             | Uge 6                                | Uge 7                                  | Uge 8                                 | Uge 9                              | Uge 10                                                                             | Uge 10                                                                             |
| Deltager                 | Lørdag                                | Søndag                                | Lørdag                                | Søndag                                | Lørdag                                 | Søndag                                 | Uge 4                                  | Uge 5                             | Uge 6                                | Uge 7                                  | Uge 8                                 | Uge 9                              | Lørdag                                                                             | Søndag                                                                             |
| ------------------------ | ------------------------------------- | ------------------------------------- | ------------------------------------- | ------------------------------------- | -------------------------------------- | -------------------------------------- | -------------------------------------- | --------------------------------- | ------------------------------------ | -------------------------------------- | ------------------------------------- | ---------------------------------- | ---------------------------------------------------------------------------------- | ---------------------------------------------------------------------------------- |
| Sam Bailey               | 1.                                    | 2.                                    | 2.                                    | 2.                                    | 1.                                     | 1.                                     | 1.                                     | 1.                                | 2.                                   | 1.                                     | 1.                                    | 1.                                 | 1.                                                                                 | Vinder 53.4%                                                                       |
| Nicholas McDonald        | 2.                                    | 1.                                    | 1.                                    | 1.                                    | 2.                                     | 2.                                     | 2.                                     | 2.                                | 1.                                   | 2.                                     | 2.                                    | 2.                                 | 2.                                                                                 | Andenplads 36.3%                                                                   |
| Luke Friend              | 9.                                    | 9.                                    | 7.                                    | 8.                                    | 3.                                     | 3.                                     | 6.                                     | 5.                                | 6.                                   | 3.                                     | 4.                                    | 3.                                 | 3.                                                                                 | Udstemt (uge 10)                                                                   |
| Rough Copy               | 3.                                    | 3.                                    | 5.                                    | 4.                                    | 8.                                     | 6.                                     | 5.                                     | 3.                                | 4.                                   | 6.                                     | 3.                                    | 4.                                 | Udstemt (uge 9)                                                                    | Udstemt (uge 9)                                                                    |
| Tamera Foster            | 6.                                    | 7.                                    | 4.                                    | 5.                                    | 4.                                     | 4.                                     | 9.                                     | 4.                                | 5.                                   | 4.                                     | 5.                                    | Udstemt (uge 8)                    | Udstemt (uge 8)                                                                    | Udstemt (uge 8)                                                                    |
| Hannah Barrett           | 5.                                    | 5.                                    | 3.                                    | 3.                                    | 7.                                     | 9.                                     | 3.                                     | 7.                                | 3.                                   | 5.                                     | Udstemt (uge 7)                       | Udstemt (uge 7)                    | Udstemt (uge 7)                                                                    | Udstemt (uge 7)                                                                    |
| Sam Callahan             | 8.                                    | 6.                                    | 8.                                    | 7.                                    | 9.                                     | 8.                                     | 4.                                     | 6.                                | 7.                                   | Udstemt (uge 6)                        | Udstemt (uge 6)                       | Udstemt (uge 6)                    | Udstemt (uge 6)                                                                    | Udstemt (uge 6)                                                                    |
| Abi Alton                | 4.                                    | 4.                                    | 6.                                    | 6.                                    | 5.                                     | 5.                                     | 7.                                     | 8.                                | Udstemt (uge 5)                      | Udstemt (uge 5)                        | Udstemt (uge 5)                       | Udstemt (uge 5)                    | Udstemt (uge 5)                                                                    | Udstemt (uge 5)                                                                    |
| Kingsland Road           | 7.                                    | 8.                                    | 10.                                   | N/A                                   | 6.                                     | 7.                                     | 8.                                     | Udstemt (uge 4)                   | Udstemt (uge 4)                      | Udstemt (uge 4)                        | Udstemt (uge 4)                       | Udstemt (uge 4)                    | Udstemt (uge 4)                                                                    | Udstemt (uge 4)                                                                    |
| Miss Dynamix             | 10.                                   | 10.                                   | N/A                                   | N/A                                   | 10.                                    | N/A                                    | Udstemt (uge 3)                        | Udstemt (uge 3)                   | Udstemt (uge 3)                      | Udstemt (uge 3)                        | Udstemt (uge 3)                       | Udstemt (uge 3)                    | Udstemt (uge 3)                                                                    | Udstemt (uge 3)                                                                    |
| Shelley Smith            | 12.                                   | N/A                                   | 9.                                    | 9.                                    | Udstemt (uge 2)                        | Udstemt (uge 2)                        | Udstemt (uge 2)                        | Udstemt (uge 2)                   | Udstemt (uge 2)                      | Udstemt (uge 2)                        | Udstemt (uge 2)                       | Udstemt (uge 2)                    | Udstemt (uge 2)                                                                    | Udstemt (uge 2)                                                                    |
| Lorna Simpson            | 11.                                   | 11.                                   | Udstemt (uge 1)                       | Udstemt (uge 1)                       | Udstemt (uge 1)                        | Udstemt (uge 1)                        | Udstemt (uge 1)                        | Udstemt (uge 1)                   | Udstemt (uge 1)                      | Udstemt (uge 1)                        | Udstemt (uge 1)                       | Udstemt (uge 1)                    | Udstemt (uge 1)                                                                    | Udstemt (uge 1)                                                                    |
|                          |                                       |                                       |                                       |                                       |                                        |                                        |                                        |                                   |                                      |                                        |                                       |                                    |                                                                                    |                                                                                    |
| Sangdysten               | Lorna Simpson, Shelly Smith           | Lorna Simpson, Shelly Smith           | Kingsland Road, Shelly Smith          | Kingsland Road, Shelly Smith          | Hannah Barrett, Miss Dynamix           | Hannah Barrett, Miss Dynamix           | Tamera Foster, Kingsland Road          | Abi Alton, Hannah Barrett         | Sam Cahallan, Luke Friend            | Hannah Barrett, Rough Copy             | Tamera Foster, Luke Friend            | Luke Friend, Rough Copy            | ingen omsang eller dommernes stemmer: Resultatet er kun baseret på seernes stemmer | ingen omsang eller dommernes stemmer: Resultatet er kun baseret på seernes stemmer |
| Dommernes stemmer til at | Stemme ud                             | Stemme ud                             | Stemme ud                             | Stemme ud                             | Stemme ud                              | Stemme ud                              | Stemme ud                              | Stemme ud                         | Stemme ud                            | Stemme ud                              | Stemme ud                             | Stemme videre                      | ingen omsang eller dommernes stemmer: Resultatet er kun baseret på seernes stemmer | ingen omsang eller dommernes stemmer: Resultatet er kun baseret på seernes stemmer |
| Walsh's stemme           | Lorna Simpson                         | Lorna Simpson                         | Shelly Smith                          | Shelly Smith                          | N/A                                    | N/A                                    | Kingsland Road                         | N/A                               | Nægtede                              | Hannah Barrett                         | Tamera Foster                         | Luke Friend                        | ingen omsang eller dommernes stemmer: Resultatet er kun baseret på seernes stemmer | ingen omsang eller dommernes stemmer: Resultatet er kun baseret på seernes stemmer |
| Osbourne's stemme        | Nægtede                               | Nægtede                               | Kingsland Road                        | Kingsland Road                        | Miss Dynamix                           | Miss Dynamix                           | Kingsland Road                         | Abi Alton                         | N/A                                  | Hannah Barrett                         | Tamera Foster                         | Luke Friend                        | ingen omsang eller dommernes stemmer: Resultatet er kun baseret på seernes stemmer | ingen omsang eller dommernes stemmer: Resultatet er kun baseret på seernes stemmer |
| Barlow's stemme          | Shelly Smith                          | Shelly Smith                          | Shelly Smith                          | Shelly Smith                          | Hannah Barrett                         | Hannah Barrett                         | Tamera Foster                          | Abi Alton                         | Sam Callahan                         | Hannah Barrett                         | Luke Friend                           | Rough Copy                         | ingen omsang eller dommernes stemmer: Resultatet er kun baseret på seernes stemmer | ingen omsang eller dommernes stemmer: Resultatet er kun baseret på seernes stemmer |
| Scherzinger's stemme     | Lorna Simpson                         | Lorna Simpson                         | Shelly Smith                          | Shelly Smith                          | Miss Dynamix                           | Miss Dynamix                           | Kingsland Road                         | Nægtede                           | Sam Callahan                         | Rough Copy                             | Luke Friend                           | Rough Copy                         | ingen omsang eller dommernes stemmer: Resultatet er kun baseret på seernes stemmer | ingen omsang eller dommernes stemmer: Resultatet er kun baseret på seernes stemmer |
| Udstemt                  | Lorna Simpson 2 af 3 stemmer Majority | Lorna Simpson 2 af 3 stemmer Majority | Shelley Smith 3 af 4 stemmer Majority | Shelley Smith 3 af 4 stemmer Majority | Miss Dynamix 2 af 3 stemmer Flash vote | Miss Dynamix 2 af 3 stemmer Flash vote | Kingsland Road 3 af 4 stemmer Majority | Abi Alton 2 af 2 stemmer Majority | Sam Callahan 2 af 2 stemmer Majority | Hannah Barrett 3 af 4 stemmer Majority | Tamera Foster 2 af 4 stemmer Deadlock | Rough Copy 2 af 4 stemmer Deadlock | Luke Friend færrest seerstemmer til at vinde                                       | Nicholas McDonald færrest seerstemmer til at vinde                                 |

## Sæson 11

### Finalister sæson 11
– Vinder
     – Andenplads
     – Trejdeplads
| Kategori (mentor)         | Artister       | Artister        | Artister            | Artister      |
| ------------------------- | -------------- | --------------- | ------------------- | ------------- |
| Drenge (Mel B)            | Paul Akister   | Andrea Faustini | Jake Quickenden     | Jack Walton   |
| Piger (Fernandez-Versini) | Chloe Jasmine  | Stephanie Nala  | Lauren Platt        | Lola Saunders |
| Over 25 (Cowell)          | Fleur East     | Ben Haenow      | Jay James           | Stevi Ritchie |
| Grupper (Walsh)           | Blonde Electra | Only The Young  | Overload Generation | Stereo Kicks  |

### Statistik sæson 11
| – | Deltageren var blandt de to/tre nederste og var derfor nødt til at synge igen i Sangdysten |
| – | Deltageren var blandt de tre nederste og fik færrest seerstemmer og blev dermed stemt ud   |
| – | Deltageren fik færrest seerstemmer og blev derfor stemt ud (ingen sangdyst)                |
| – | Deltageren blev råbt op som værende gået videre (vilkårlig rækkefølge)                     |

| Deltager                    | Uge 1                                          | Uge 2                                          | Uge 3                                   | Uge 4                                       | Uge 5                                | Uge 6                             | Uge 7                                          | Uge 8                                | Uge 9                                | Uge 10                                                                             | Uge 10                                                                             |
| Deltager                    | Uge 1                                          | Uge 2                                          | Uge 3                                   | Uge 4                                       | Uge 5                                | Uge 6                             | Uge 7                                          | Uge 8                                | Uge 9                                | Lørdag                                                                             | Søndag                                                                             |
| --------------------------- | ---------------------------------------------- | ---------------------------------------------- | --------------------------------------- | ------------------------------------------- | ------------------------------------ | --------------------------------- | ---------------------------------------------- | ------------------------------------ | ------------------------------------ | ---------------------------------------------------------------------------------- | ---------------------------------------------------------------------------------- |
| Ben Haenow                  | 4.                                             | 4.                                             | 3.                                      | 1.                                          | 1.                                   | 1.                                | 1.                                             | 1.                                   | 1.                                   | 1.                                                                                 | Vinder 57.2%                                                                       |
| Fleur East                  | 5.                                             | 7.                                             | 5.                                      | 6.                                          | 5.                                   | 2.                                | 2.                                             | 3.                                   | 2.                                   | 2.                                                                                 | Andenplads 34.3%                                                                   |
| Andrea Faustini             | 1.                                             | 1.                                             | 1.                                      | 2.                                          | 2.                                   | 4.                                | 6.                                             | 2.                                   | 4.                                   | 3.                                                                                 | Udstemt (uge 10)                                                                   |
| Lauren Platt                | 2.                                             | 2.                                             | 2.                                      | 4.                                          | 3.                                   | 3.                                | 3.                                             | 4.                                   | 3.                                   | Udstemt (uge 9)                                                                    | Udstemt (uge 9)                                                                    |
| Stereo Kicks                | 11.                                            | 12.                                            | 6.                                      | 9.                                          | 4.                                   | 5.                                | 4.                                             | 5.                                   | Udstemt (uge 8)                      | Udstemt (uge 8)                                                                    | Udstemt (uge 8)                                                                    |
| Stevi Ritchie               | 10.                                            | 8.                                             | 7.                                      | 3.                                          | 6.                                   | 7.                                | 5.                                             | Udstemt (uge 7)                      | Udstemt (uge 7)                      | Udstemt (uge 7)                                                                    | Udstemt (uge 7)                                                                    |
| Only The Young              | 13.                                            | 9.                                             | 11.                                     | 7.                                          | 7.                                   | 6.                                | 7.                                             | Udstemt (uge 7)                      | Udstemt (uge 7)                      | Udstemt (uge 7)                                                                    | Udstemt (uge 7)                                                                    |
| Jay James                   | 7.                                             | 5.                                             | 8.                                      | 8.                                          | 8.                                   | 8.                                | Udstemt (uge 6)                                | Udstemt (uge 6)                      | Udstemt (uge 6)                      | Udstemt (uge 6)                                                                    | Udstemt (uge 6)                                                                    |
| Paul Akister                | 3.                                             | 3.                                             | 4.                                      | 5.                                          | 9.                                   | Udstemt (uge 5)                   | Udstemt (uge 5)                                | Udstemt (uge 5)                      | Udstemt (uge 5)                      | Udstemt (uge 5)                                                                    | Udstemt (uge 5)                                                                    |
| Lola Saunders               | 6.                                             | 6.                                             | 9.                                      | 10.                                         | Udstemt (uge 4)                      | Udstemt (uge 4)                   | Udstemt (uge 4)                                | Udstemt (uge 4)                      | Udstemt (uge 4)                      | Udstemt (uge 4)                                                                    | Udstemt (uge 4)                                                                    |
| Jack Walton                 | 9.                                             | 10.                                            | 10.                                     | 11.                                         | Udstemt (uge 4)                      | Udstemt (uge 4)                   | Udstemt (uge 4)                                | Udstemt (uge 4)                      | Udstemt (uge 4)                      | Udstemt (uge 4)                                                                    | Udstemt (uge 4)                                                                    |
| Jake Quickenden             | 8.                                             | 11.                                            | 12.                                     | Udstemt (uge 3)                             | Udstemt (uge 3)                      | Udstemt (uge 3)                   | Udstemt (uge 3)                                | Udstemt (uge 3)                      | Udstemt (uge 3)                      | Udstemt (uge 3)                                                                    | Udstemt (uge 3)                                                                    |
| Chloe Jasmine               | 12.                                            | 13.                                            | Udstemt (uge 2)                         | Udstemt (uge 2)                             | Udstemt (uge 2)                      | Udstemt (uge 2)                   | Udstemt (uge 2)                                | Udstemt (uge 2)                      | Udstemt (uge 2)                      | Udstemt (uge 2)                                                                    | Udstemt (uge 2)                                                                    |
| Stephanie Nala              | 14.                                            | 14.                                            | Udstemt (uge 2)                         | Udstemt (uge 2)                             | Udstemt (uge 2)                      | Udstemt (uge 2)                   | Udstemt (uge 2)                                | Udstemt (uge 2)                      | Udstemt (uge 2)                      | Udstemt (uge 2)                                                                    | Udstemt (uge 2)                                                                    |
| Overload Generation         | 15.                                            | Udstemt (uge 1)                                | Udstemt (uge 1)                         | Udstemt (uge 1)                             | Udstemt (uge 1)                      | Udstemt (uge 1)                   | Udstemt (uge 1)                                | Udstemt (uge 1)                      | Udstemt (uge 1)                      | Udstemt (uge 1)                                                                    | Udstemt (uge 1)                                                                    |
| Blonde Electra              | 16.                                            | Udstemt (uge 1)                                | Udstemt (uge 1)                         | Udstemt (uge 1)                             | Udstemt (uge 1)                      | Udstemt (uge 1)                   | Udstemt (uge 1)                                | Udstemt (uge 1)                      | Udstemt (uge 1)                      | Udstemt (uge 1)                                                                    | Udstemt (uge 1)                                                                    |
|                             |                                                |                                                |                                         |                                             |                                      |                                   |                                                |                                      |                                      |                                                                                    |                                                                                    |
| Sangdysten                  | Stephanie Nala, Overload Generation            | Chloe Jasmine, Stereo Kicks                    | Only The Young, Jake Quickenden         | Lola Saunders, Stereo Kicks                 | Paul Akister, Jay James              | Jay James, Stevi Ritchie          | Andrea Faustini, Stevi Ritchie                 | Lauren Platt, Stereo Kicks           | Andrea Faustini, Lauren Platt        | ingen omsang eller dommernes stemmer: Resultatet er kun baseret på seernes stemmer | ingen omsang eller dommernes stemmer: Resultatet er kun baseret på seernes stemmer |
| Walsh stemte ud             | Stephanie Nala                                 | Chloe Jasmine                                  | Jake Quickenden                         | Lola Saunders                               | Paul Akister                         | Stevi Ritchie                     | Stevi Ritchie                                  | Lauren Platt                         | Lauren Platt                         | ingen omsang eller dommernes stemmer: Resultatet er kun baseret på seernes stemmer | ingen omsang eller dommernes stemmer: Resultatet er kun baseret på seernes stemmer |
| Brown stemte ud             | Stephanie Nala                                 | Chloe Jasmine                                  | Only The Young                          | Lola Saunders                               | Jay James                            | Jay James                         | Stevi Ritchie                                  | Lauren Platt                         | Lauren Platt                         | ingen omsang eller dommernes stemmer: Resultatet er kun baseret på seernes stemmer | ingen omsang eller dommernes stemmer: Resultatet er kun baseret på seernes stemmer |
| Fernandez-Versini stemte ud | Overload Generation                            | Stereo Kicks                                   | Jake Quickenden                         | Stereo Kicks                                | Jay James                            | Jay James                         | Stevi Ritchie                                  | Stereo Kicks                         | Andrea Faustini                      | ingen omsang eller dommernes stemmer: Resultatet er kun baseret på seernes stemmer | ingen omsang eller dommernes stemmer: Resultatet er kun baseret på seernes stemmer |
| Cowell stemte ud            | Overload Generation                            | Chloe Jasmine                                  | Jake Quickenden                         | Stereo Kicks                                | Paul Akister                         | Stevi Ritchie                     | Andrea Faustini                                | Stereo Kicks                         | Lauren Platt                         | ingen omsang eller dommernes stemmer: Resultatet er kun baseret på seernes stemmer | ingen omsang eller dommernes stemmer: Resultatet er kun baseret på seernes stemmer |
| Udstemt                     | Blonde Electra færrest seerstemmer til at rede | Stephanie Nala færrest seerstemmer til at rede | Jake Quickenden 3 af 4 stemmer Majority | Jack Walton færrest seerstemmer til at rede | Paul Akister 2 af 4 stemmer Deadlock | Jay James 2 af 4 stemmer Deadlock | Only The Young færrest seerstemmer til at rede | Stereo Kicks 2 af 4 stemmer Deadlock | Lauren Platt 3 af 4 stemmer Majority | Andrea Faustini færrest seerstemmer til at vinde                                   | Fleur East færrest seerstemmer til at vinde                                        |
| Udstemt                     | Overload Generation 2 af 4 stemmer Deadlock    | Chloe Jasmine 3 af 4 stemmer Majority          | Jake Quickenden 3 af 4 stemmer Majority | Lola Saunders 2 af 4 stemmer Deadlock       | Paul Akister 2 af 4 stemmer Deadlock | Jay James 2 af 4 stemmer Deadlock | Stevi Ritchie 3 af 4 stemmer Majority          | Stereo Kicks 2 af 4 stemmer Deadlock | Lauren Platt 3 af 4 stemmer Majority | Andrea Faustini færrest seerstemmer til at vinde                                   | Fleur East færrest seerstemmer til at vinde                                        |

## Sæson 12

### Finalister sæson 12
– Vinder
     – Andenplads
     – Trejdeplads
| Kategori (mentor)           | Artister       | Artister          | Artister          | Artister       |
| --------------------------- | -------------- | ----------------- | ----------------- | -------------- |
| Drenge (Grimshaw)           | Ché Chesterman | Seann Miley Moore | Mason Noise       |                |
| Piger (Ora)                 | Louisa Johnson | Monica Michael    | Lauren Murray     | Kiera Weathers |
| Over (Cowell)               | Bupsi          | Anton Stephans    | Max Stone         |                |
| Grupper (Fernandez-Versini) | 4th Impact     | Alien Uncovered   | Reggie 'n' Bollie |                |

### Statistik sæson 12
| – | Deltageren var blandt de to/tre nederste og var derfor nødt til at synge igen i Sangdysten |
| – | Deltageren var blandt de tre nederste og fik færrest seerstemmer og blev dermed stemt ud   |
| – | Deltageren fik færrest seerstemmer og blev derfor stemt ud (ingen sangdyst)                |
| – | Deltageren blev råbt op som værende gået videre (vilkårlig rækkefølge)                     |

| Deltager                    | Uge 1                                   | Uge 2                                          | Uge 3                                     | Uge 4                                       | Uge 5                              | Uge 6                                 | Uge 7                                                                              | Uge 7                                                                              |
| Deltager                    | Uge 1                                   | Uge 2                                          | Uge 3                                     | Uge 4                                       | Uge 5                              | Uge 6                                 | Lørdag                                                                             | Søndag                                                                             |
| --------------------------- | --------------------------------------- | ---------------------------------------------- | ----------------------------------------- | ------------------------------------------- | ---------------------------------- | ------------------------------------- | ---------------------------------------------------------------------------------- | ---------------------------------------------------------------------------------- |
| Louisa Johnson              | 1.                                      | 1.                                             | 1.                                        | 2.                                          | 3.                                 | 1.                                    | 1.                                                                                 | Vinder 53.9%                                                                       |
| Reggie 'n' Bollie           | 7.                                      | 2.                                             | 5.                                        | 1.                                          | 2.                                 | 2.                                    | 2.                                                                                 | Andenplads 38.9%                                                                   |
| Ché Chesterman              | 5.                                      | 3.                                             | 3.                                        | 5.                                          | 1.                                 | 3.                                    | 3.                                                                                 | Udstemt (Uge 7)                                                                    |
| Lauren Murray               | 6.                                      | 4.                                             | 2.                                        | 3.                                          | 4.                                 | 4.                                    | Udstemt (Uge 6)                                                                    | Udstemt (Uge 6)                                                                    |
| 4th Impact                  | 2.                                      | 5.                                             | 4.                                        | 4.                                          | 5.                                 | Udstemt (Uge 5)                       | Udstemt (Uge 5)                                                                    | Udstemt (Uge 5)                                                                    |
| Anton Stephans              | 3.                                      | 7.                                             | 7.                                        | 6.                                          | Udstemt (Uge 4)                    | Udstemt (Uge 4)                       | Udstemt (Uge 4)                                                                    | Udstemt (Uge 4)                                                                    |
| Mason Noise                 | 9.                                      | 9.                                             | 6.                                        | 7.                                          | Udstemt (Uge 4)                    | Udstemt (Uge 4)                       | Udstemt (Uge 4)                                                                    | Udstemt (Uge 4)                                                                    |
| Monica Michael              | 4.                                      | 8.                                             | 8.                                        | Udstemt (Uge 3)                             | Udstemt (Uge 3)                    | Udstemt (Uge 3)                       | Udstemt (Uge 3)                                                                    | Udstemt (Uge 3)                                                                    |
| Max Stone                   | 10.                                     | 6.                                             | 9.                                        | Udstemt (Uge 3)                             | Udstemt (Uge 3)                    | Udstemt (Uge 3)                       | Udstemt (Uge 3)                                                                    | Udstemt (Uge 3)                                                                    |
| Seann Miley Moore           | 8.                                      | 10.                                            | Udstemt (Uge 2)                           | Udstemt (Uge 2)                             | Udstemt (Uge 2)                    | Udstemt (Uge 2)                       | Udstemt (Uge 2)                                                                    | Udstemt (Uge 2)                                                                    |
| Kiera Weathers              | 12.                                     | 11.                                            | Udstemt (Uge 2)                           | Udstemt (Uge 2)                             | Udstemt (Uge 2)                    | Udstemt (Uge 2)                       | Udstemt (Uge 2)                                                                    | Udstemt (Uge 2)                                                                    |
| Alien Uncovered             | 11.                                     | Udstemt (Uge 1)                                | Udstemt (Uge 1)                           | Udstemt (Uge 1)                             | Udstemt (Uge 1)                    | Udstemt (Uge 1)                       | Udstemt (Uge 1)                                                                    | Udstemt (Uge 1)                                                                    |
| Bupsi                       | 13.                                     | Udstemt (Uge 1)                                | Udstemt (Uge 1)                           | Udstemt (Uge 1)                             | Udstemt (Uge 1)                    | Udstemt (Uge 1)                       | Udstemt (Uge 1)                                                                    | Udstemt (Uge 1)                                                                    |
|                             |                                         |                                                |                                           |                                             |                                    |                                       |                                                                                    |                                                                                    |
| Sangdysten                  | Alien Uncovered, Kiera Weathers         | Seann Miley Moore, Mason Noise                 | Monica Michael, Anton Stephans            | Ché Chesterman, Anton Stephans              | 4th Impact, Lauren Murray          | Ché Chesterman, Lauren Murray         | ingen omsang eller dommernes stemmer: Resultatet er kun baseret på seernes stemmer | ingen omsang eller dommernes stemmer: Resultatet er kun baseret på seernes stemmer |
| Grimshaw stemte ud          | Alien Uncovered                         | Seann Miley Moore                              | Monica Michael                            | Anton Stephans                              | 4th Impact                         | Lauren Murray                         | ingen omsang eller dommernes stemmer: Resultatet er kun baseret på seernes stemmer | ingen omsang eller dommernes stemmer: Resultatet er kun baseret på seernes stemmer |
| Ora stemte ud               | Alien Uncovered                         | Seann Miley Moore                              | Anton Stephans                            | Anton Stephans                              | 4th Impact                         | Ché Chesterman                        | ingen omsang eller dommernes stemmer: Resultatet er kun baseret på seernes stemmer | ingen omsang eller dommernes stemmer: Resultatet er kun baseret på seernes stemmer |
| Fernandez-Versini stemte ud | Kiera Weathers                          | Mason Noise                                    | Anton Stephans                            | Anton Stephans                              | Lauren Murray                      | Lauren Murray                         | ingen omsang eller dommernes stemmer: Resultatet er kun baseret på seernes stemmer | ingen omsang eller dommernes stemmer: Resultatet er kun baseret på seernes stemmer |
| Cowell stemte ud            | Alien Uncovered                         | Mason Noise                                    | Monica Michael                            | Ché Chesterman                              | Lauren Murray                      | Ché Chesterman                        | ingen omsang eller dommernes stemmer: Resultatet er kun baseret på seernes stemmer | ingen omsang eller dommernes stemmer: Resultatet er kun baseret på seernes stemmer |
| Udstemt                     | Bupsi færrest seerstemmer til at rede   | Kiera Weathers færrest seerstemmer til at rede | Max Stone færrest seerstemmer til at rede | Mason Noise færrest seerstemmer til at rede | 4th Impact 2 af 4 stemmer Deadlock | Lauren Murray 2 af 4 stemmer Deadlock | Ché Chesterman færrest seerstemmer til at vinde                                    | Reggie 'n Bollie færrest seerstemmer til at vinde                                  |
| Udstemt                     | Alien Uncovered 3 af 4 stemmer Majority | Seann Miley Moore 2 af 4 stemmer Deadlock      | Monica Michael 2 af 4 stemmer Deadlock    | Anton Stephans 3 af 4 stemmer Majority      | 4th Impact 2 af 4 stemmer Deadlock | Lauren Murray 2 af 4 stemmer Deadlock | Ché Chesterman færrest seerstemmer til at vinde                                    | Reggie 'n Bollie færrest seerstemmer til at vinde                                  |

## Sæson 13

### Finalister sæson 13
– Vinder
     – Andenplads
     – Trejdeplads
     – Udtræksig
| Kategori (Mentor)    | Artister         | Artister      | Artister        | Artister         |
| -------------------- | ---------------- | ------------- | --------------- | ---------------- |
| Drenge (Scherzinger) | Ryan Lawrie      | Freddy Parker | Matt Terry      |                  |
| Piger (Cowell)       | Sam Lavery       | Gifty Louise  | Emily Middlemas |                  |
| Over 25 (Osbourne)   | Saara Aalto      | Relley C      | Honey G         |                  |
| Grupper (Walsh)      | 5 After Midnight | Bratavio      | Brooks Way      | Four of Diamonds |

### Statistik sæson 13
| – | Deltageren var blandt de to/tre nederste og var derfor nødt til at synge igen i Sangdysten |
| – | Deltageren var blandt de tre nederste, men blev reddet af livlineafstemningen              |
| – | Deltageren fik færrest seerstemmer og blev derfor stemt ud (ingen sangdyst)                |
| – | Deltageren blev råbt op som værende gået videre (vilkårlig rækkefølge)                     |

| Deltager             | Uge 1                            | Uge 2                                 | Uge 3                            | Uge 4                                | Uge 5                                    | Uge 6                              | Uge 7                               | Uge 8                           | Uge 9                                   | Uge 10                                                                             | Uge 10                                                                             |                  |
| Deltager             | Uge 1                            | Uge 2                                 | Uge 3                            | Uge 4                                | Uge 5                                    | Uge 6                              | Uge 7                               | Uge 8                           | Uge 9                                   | Lørdag                                                                             | Søndag                                                                             |                  |
| -------------------- | -------------------------------- | ------------------------------------- | -------------------------------- | ------------------------------------ | ---------------------------------------- | ---------------------------------- | ----------------------------------- | ------------------------------- | --------------------------------------- | ---------------------------------------------------------------------------------- | ---------------------------------------------------------------------------------- | ---------------- |
| Matt Terry           | 1.                               | 1.                                    | 1.                               | 2.                                   | 1.                                       | 3.                                 | 1.                                  | 3.                              | 3.                                      | 2.                                                                                 | Vinder 48.5%                                                                       |                  |
| Saara Aalto          | 9.                               | 9.                                    | 2.                               | 3.                                   | 6.                                       | 2.                                 | 2.                                  | 1.                              | 1.                                      | 1.                                                                                 | Andenplads 40.4%                                                                   |                  |
| 5 After Midnight     | 2.                               | 2.                                    | 4.                               | 4.                                   | 2.                                       | 1.                                 | 3.                                  | 4.                              | 2.                                      | 3.                                                                                 | Udstemt (uge 10)                                                                   | Udstemt (uge 10) |
| Emily Middlemas      | 3.                               | 3.                                    | 3.                               | 1.                                   | 3.                                       | 4.                                 | 4.                                  | 2.                              | 4.                                      | Udstemt (uge 9)                                                                    | Udstemt (uge 9)                                                                    |                  |
| Honey G              | 4.                               | 4.                                    | 5.                               | 6.                                   | 5.                                       | 5.                                 | 6.                                  | 5.                              | Udstemt (uge 8)                         | Udstemt (uge 8)                                                                    | Udstemt (uge 8)                                                                    |                  |
| Ryan Lawrie          | 8.                               | 10.                                   | 8.                               | 7.                                   | 4.                                       | 6.                                 | 5.                                  | Udstemt (uge 7)                 | Udstemt (uge 7)                         | Udstemt (uge 7)                                                                    | Udstemt (uge 7)                                                                    |                  |
| Sam Lavery           | 5.                               | 5.                                    | 6.                               | 5.                                   | 8.                                       | 7.                                 | Udstemt (uge 6)                     | Udstemt (uge 6)                 | Udstemt (uge 6)                         | Udstemt (uge 6)                                                                    | Udstemt (uge 6)                                                                    |                  |
| Four of Diamonds     | N/A2                             | 6.                                    | 10.                              | 9.                                   | 7.                                       | Udstemt (uge 5)                    | Udstemt (uge 5)                     | Udstemt (uge 5)                 | Udstemt (uge 5)                         | Udstemt (uge 5)                                                                    | Udstemt (uge 5)                                                                    |                  |
| Gifty Louise         | 7.                               | 8.                                    | 7.                               | 8.                                   | Udstemt (uge 4)                          | Udstemt (uge 4)                    | Udstemt (uge 4)                     | Udstemt (uge 4)                 | Udstemt (uge 4)                         | Udstemt (uge 4)                                                                    | Udstemt (uge 4)                                                                    |                  |
| Relley C             | 6.                               | 7.                                    | 9.                               | Udstemt (uge 3)                      | Udstemt (uge 3)                          | Udstemt (uge 3)                    | Udstemt (uge 3)                     | Udstemt (uge 3)                 | Udstemt (uge 3)                         | Udstemt (uge 3)                                                                    | Udstemt (uge 3)                                                                    |                  |
| Freddy Parker        | 10.                              | 11.                                   | Udstemt (uge 2)                  | Udstemt (uge 2)                      | Udstemt (uge 2)                          | Udstemt (uge 2)                    | Udstemt (uge 2)                     | Udstemt (uge 2)                 | Udstemt (uge 2)                         | Udstemt (uge 2)                                                                    | Udstemt (uge 2)                                                                    |                  |
| Brooks Way           | N/A1                             | Udtræk (uge 2)                        | Udtræk (uge 2)                   | Udtræk (uge 2)                       | Udtræk (uge 2)                           | Udtræk (uge 2)                     | Udtræk (uge 2)                      | Udtræk (uge 2)                  | Udtræk (uge 2)                          | Udtræk (uge 2)                                                                     | Udtræk (uge 2)                                                                     |                  |
| Bratavio             | 11.                              | Udstemt (uge 1)                       | Udstemt (uge 1)                  | Udstemt (uge 1)                      | Udstemt (uge 1)                          | Udstemt (uge 1)                    | Udstemt (uge 1)                     | Udstemt (uge 1)                 | Udstemt (uge 1)                         | Udstemt (uge 1)                                                                    | Udstemt (uge 1)                                                                    |                  |
|                      |                                  |                                       |                                  |                                      |                                          |                                    |                                     |                                 |                                         |                                                                                    |                                                                                    |                  |
| Livline vinder       | Freddy Parker                    | Ryan Lawrie                           | Ryan Lawrie                      | Ryan Lawrie                          | Sam Lavery                               | Ingen livline afstemmning          | Ingen livline afstemmning           | Ingen livline afstemmning       | Ingen livline afstemmning               | Ingen livline afstemmning                                                          | Ingen livline afstemmning                                                          |                  |
| Sangdysten           | Saara Aalto, Bratavio            | Saara Aalto, Freddy Parker            | Relley C, Four of Diamonds       | Four of Diamonds, Gifty Louise       | Saara Aalto, Four of Diamonds            | Sam Lavery, Ryan Lawrie            | Honey G, Ryan Lawrie                | 5 After Midnight, Honey G       | Emily Middlemas, Matt Terry             | ingen omsang eller dommernes stemmer: Resultatet er kun baseret på seernes stemmer | ingen omsang eller dommernes stemmer: Resultatet er kun baseret på seernes stemmer |                  |
| Dommernes stemme til | Stemme ud                        | Stemme ud                             | Stemme ud                        | Stemme ud                            | Stemme ud                                | Stemme ud                          | Stemme ud                           | Stemme ud                       | Stemme Videre                           | ingen omsang eller dommernes stemmer: Resultatet er kun baseret på seernes stemmer | ingen omsang eller dommernes stemmer: Resultatet er kun baseret på seernes stemmer |                  |
| Walsh's stemme       | Saara Aalto                      | Freddy Parker                         | Relley C                         | Gifty Louise                         | Saara Aalto                              | Ryan Lawrie                        | Ryan Lawrie                         | Honey G                         | Matt Terry                              | ingen omsang eller dommernes stemmer: Resultatet er kun baseret på seernes stemmer | ingen omsang eller dommernes stemmer: Resultatet er kun baseret på seernes stemmer |                  |
| Osbourne's stemme    | Bratavio                         | Freddy Parker                         | Four of Diamonds                 | Gifty Louise                         | Four of Diamonds                         | Sam Lavery                         | Ryan Lawrie                         | 5 After Midnight                | Matt Terry                              | ingen omsang eller dommernes stemmer: Resultatet er kun baseret på seernes stemmer | ingen omsang eller dommernes stemmer: Resultatet er kun baseret på seernes stemmer |                  |
| Scherzinger's stemme | Bratavio                         | Saara Aalto                           | Relley C                         | Gifty Louise                         | Four of Diamonds                         | Sam Lavery                         | Honey G                             | Honey G                         | Matt Terry                              | ingen omsang eller dommernes stemmer: Resultatet er kun baseret på seernes stemmer | ingen omsang eller dommernes stemmer: Resultatet er kun baseret på seernes stemmer |                  |
| Cowell's stemme      | Bratavio                         | Saara Aalto                           | Relley C                         | Four of Diamonds                     | Four of Diamonds                         | Ryan Lawrie                        | Ryan Lawrie                         | Honey G                         | Emily Middlemas                         | ingen omsang eller dommernes stemmer: Resultatet er kun baseret på seernes stemmer | ingen omsang eller dommernes stemmer: Resultatet er kun baseret på seernes stemmer |                  |
| Udstemt              | Bratavio 3 af 4 stemmer Majority | Freddy Parker 2 af 4 stemmer Deadlock | Relley C 3 af 4 stemmer Majority | Gifty Louise 3 af 4 stemmer Majority | Four of Diamonds 3 af 4 stemmer Majority | Sam Lavery 2 af 4 stemmer Deadlock | Ryan Lawrie 3 af 4 stemmer Majority | Honey G 3 af 4 stemmer Majority | Emily Middlemas 1 af 4 stemmer Minority | 5 After Midtnight færrest seerstemmer til at vinde                                 | Saara Aalto færrest seerstemmer til at vinde                                       |                  |

- ↑1 Brooks Way deltog ikke i uge 1 og trak sig før uge 2.
- ↑2 Four of Diamonds deltog igen efter uge 1 som Brooks Ways afløser.

## Sæson 14

### Finalister sæson 14
– Vinder
     – Andenplads
     – Trejdeplads
| Kategori (Mentor)  | Artister           | Artister            | Artister          | Artister        |
| ------------------ | ------------------ | ------------------- | ----------------- | --------------- |
| Drenge (Walsh)     | Sam Black          | Spencer Sutherland  | Lloyd Macey       | Leon Mallet     |
| Piger (Osbourne)   | Grace Davies       | Holly Tandy         | Rai-Elle Williams | Alisah Bonaobra |
| Over (Scherzinger) | Kevin Davy White   | Tracyleanne Jefford | Matt Linnen       | Talia Dean      |
| Grupper (Cowell)   | Sean & Conor Price | Rak-Su              | The Cutkelvins    | Jack & Joel     |

### Statistik sæson 14
| – | Deltageren fik færrest seerstemmer og blev derfor stemt ud                                                                                              |
| – | Deltageren blev råbt op som værende gået videre (vilkårlig rækkefølge)                                                                                  |
| – | Deltageren fik flest stemmer fra seerne og vandt også Præmie Kampen for denne uge og gik direkte videre til næste uge varer for uge 1 til 4             |
| – | Deltageren fik flest stemmer fra seerne men vandt ikke Præmie Kampen for denne uge men gik alligevel direkte videre til næste uge varer for uge 1 til 4 |

| Rak-Su              | N/A                                                | 1.                                         | 1.                                          | N/A                                                 | 2.                                          | N/A                                             | 1.                                                                                           | N/A                                                                                           | 1.                                          | 1.                                                                                         | 1.                                                 | Vinder 51.7%                                  |                 |                 |                 |                 |
| Grace Davies        | 1.                                                 | N/A                                        | N/A                                         | 2.                                                  | N/A                                         | 2.                                              | N/A                                                                                          | 1.                                                                                            | 4.                                          | 2.                                                                                         | 2.                                                 | Andenplads 40.1%                              |                 |                 |                 |                 |
| Kevin Davey White   | N/A                                                | 4.                                         | N/A                                         | 1.                                                  | 1.                                          | N/A                                             | N/A                                                                                          | 3.                                                                                            | 2.                                          | 3.                                                                                         | 3.                                                 | Udstemt (uge 6)                               | Udstemt (uge 6) | Udstemt (uge 6) | Udstemt (uge 6) | Udstemt (uge 6) |
| Lloyd Macey         | 3.                                                 | N/A                                        | 3.                                          | N/A                                                 | N/A                                         | 1.                                              | 2.                                                                                           | N/A                                                                                           | 3.                                          | 4.                                                                                         | Udstemt (uge 5)                                    | Udstemt (uge 5)                               | Udstemt (uge 5) | Udstemt (uge 5) | Udstemt (uge 5) |                 |
| The Cutkelvins      | N/A                                                | 2.                                         | 2.                                          | N/A                                                 | 4.                                          | N/A                                             | 3.                                                                                           | N/A                                                                                           | 5.                                          | 5.                                                                                         | Udstemt (uge 5)                                    | Udstemt (uge 5)                               | Udstemt (uge 5) | Udstemt (uge 5) | Udstemt (uge 5) |                 |
| Matt Linnen         | N/A                                                | 3.                                         | N/A                                         | 5.                                                  | 3.                                          | N/A                                             | N/A                                                                                          | 2.                                                                                            | 6.                                          | Udstemt (uge 5)                                                                            | Udstemt (uge 5)                                    | Udstemt (uge 5)                               | Udstemt (uge 5) | Udstemt (uge 5) | Udstemt (uge 5) |                 |
| Holly Tandy         | 2.                                                 | N/A                                        | N/A                                         | 3.                                                  | N/A                                         | 3.                                              | N/A                                                                                          | 4.                                                                                            | Udstemt (uge 4)                             | Udstemt (uge 4)                                                                            | Udstemt (uge 4)                                    | Udstemt (uge 4)                               | Udstemt (uge 4) | Udstemt (uge 4) | Udstemt (uge 4) |                 |
| Rai-Elle Williams   | 5.                                                 | N/A                                        | N/A                                         | 4.                                                  | N/A                                         | 4.                                              | N/A                                                                                          | 5.                                                                                            | Udstemt (uge 4)                             | Udstemt (uge 4)                                                                            | Udstemt (uge 4)                                    | Udstemt (uge 4)                               | Udstemt (uge 4) | Udstemt (uge 4) | Udstemt (uge 4) |                 |
| Sean & Conor Price  | N/A                                                | 5.                                         | 5.                                          | N/A                                                 | 5.                                          | N/A                                             | 4.                                                                                           | Udstemt (uge 4)                                                                               | Udstemt (uge 4)                             | Udstemt (uge 4)                                                                            | Udstemt (uge 4)                                    | Udstemt (uge 4)                               | Udstemt (uge 4) | Udstemt (uge 4) |                 |                 |
| Sam Black           | 7.                                                 | N/A                                        | 4.                                          | N/A                                                 | N/A                                         | 5.                                              | 5.                                                                                           | Udstemt (uge 4)                                                                               | Udstemt (uge 4)                             | Udstemt (uge 4)                                                                            | Udstemt (uge 4)                                    | Udstemt (uge 4)                               | Udstemt (uge 4) | Udstemt (uge 4) |                 |                 |
| Alisah Bonaobra     | 4.                                                 | N/A                                        | N/A                                         | 6.                                                  | N/A                                         | 6.                                              | Udstemt (uge 3)                                                                              | Udstemt (uge 3)                                                                               | Udstemt (uge 3)                             | Udstemt (uge 3)                                                                            | Udstemt (uge 3)                                    | Udstemt (uge 3)                               | Udstemt (uge 3) | Udstemt (uge 3) |                 |                 |
| Jack & Joel         | N/A                                                | 7.                                         | 6.                                          | N/A                                                 | 6.                                          | Udstemt (uge 3)                                 | Udstemt (uge 3)                                                                              | Udstemt (uge 3)                                                                               | Udstemt (uge 3)                             | Udstemt (uge 3)                                                                            | Udstemt (uge 3)                                    | Udstemt (uge 3)                               | Udstemt (uge 3) |                 |                 |                 |
| Tracyleanne Jefford | N/A                                                | 6.                                         | N/A                                         | 7.                                                  | Udstemt (uge 2)                             | Udstemt (uge 2)                                 | Udstemt (uge 2)                                                                              | Udstemt (uge 2)                                                                               | Udstemt (uge 2)                             | Udstemt (uge 2)                                                                            | Udstemt (uge 2)                                    | Udstemt (uge 2)                               |                 |                 |                 |                 |
| Leon Mallet         | 6.                                                 | N/A                                        | 7.                                          | Udstemt (uge 2)                                     | Udstemt (uge 2)                             | Udstemt (uge 2)                                 | Udstemt (uge 2)                                                                              | Udstemt (uge 2)                                                                               | Udstemt (uge 2)                             | Udstemt (uge 2)                                                                            | Udstemt (uge 2)                                    | Udstemt (uge 2)                               |                 |                 |                 |                 |
| Talia Dean          | N/A                                                | 8.                                         | Udstemt (uge 1)                             | Udstemt (uge 1)                                     | Udstemt (uge 1)                             | Udstemt (uge 1)                                 | Udstemt (uge 1)                                                                              | Udstemt (uge 1)                                                                               | Udstemt (uge 1)                             | Udstemt (uge 1)                                                                            | Udstemt (uge 1)                                    | Udstemt (uge 1)                               |                 |                 |                 |                 |
| Spencer Sutherland  | 8.                                                 | Udstemt (uge 1)                            | Udstemt (uge 1)                             | Udstemt (uge 1)                                     | Udstemt (uge 1)                             | Udstemt (uge 1)                                 | Udstemt (uge 1)                                                                              | Udstemt (uge 1)                                                                               | Udstemt (uge 1)                             | Udstemt (uge 1)                                                                            | Udstemt (uge 1)                                    | Udstemt (uge 1)                               |                 |                 |                 |                 |
|                     |                                                    |                                            |                                             |                                                     |                                             |                                                 |                                                                                              |                                                                                               |                                             |                                                                                            |                                                    |                                               |                 |                 |                 |                 |
| Udstemt             | Spencer Sutherland færrest seerstemmer til at rede | Talia Dean færrest seerstemmer til at rede | Leon Mallet færrest seerstemmer til at rede | Tracyleanne Jefford færrest seerstemmer til at rede | Jack & Joel færrest seerstemmer til at rede | Alisah Bonaobra færrest seerstemmer til at rede | Sean & Conor Price færrest seerstemmer til at rede Sam Black færrest seerstemmer til at rede | Holly Tandy færrest seerstemmer til at rede Rai-Elle Williams færrest seerstemmer til at rede | Matt Linnen færrest seerstemmer til at rede | Lloyd Macey færrest seerstemmer til at rede The Cutkelvins færrest seerstemmer til at rede | Kevin Davey White færrest seerstemmer til at vinde | Grace Davies færrest seerstemmer til at vinde |                 |                 |                 |                 |

## Sæson 15

### Finalister sæson 15
– Vinder
     – Andenplads
     – Trejdeplads
| Kategori (Mentor)  | Artister         | Artister          | Artister       | Artister          |
| ------------------ | ---------------- | ----------------- | -------------- | ----------------- |
| Drenge (Tomlinson) | Dalton Harris    | Armstrong Martins | Brendan Murray | Anthony Russell   |
| Piger (Cowell)     | Scarlett Lee     | Bella Penfold     | Molly Scott    | Shan Ako          |
| Over (Field)       | Janice Robinson  | Giovanni Spano    | Danny Tetley   | Olatunji Yearwood |
| Grupper (Williams) | Acacia & Aaliyah | LMA Choir         | Misunderstood  | United Vibe       |

### Statistik sæson 15
| – | Deltageren var blandt de to/tre nederste og var derfor nødt til at synge igen i Sangdysten |
| – | Deltageren var blandt de tre nederste og fik færrest seerstemmer og blev dermed stemt ud   |
| – | Deltageren fik færrest seerstemmer og blev derfor stemt ud (ingen sangdyst)                |
| – | Deltageren blev råbt op som værende gået videre (vilkårlig rækkefølge)                     |

| Dalton Harris            | 3.                                                | 1.                                              | 2.                                | 1.                                          | 2.                                            | 2.                                     | 1.                                            | 1.                               | 1.                                             | 1.                                       | Vinder 41.3%                                                                       | Vinder 41.3%                                                                       |                 |                 |
| Scarlett Lee             | 6.                                                | 5.                                              | 4.                                | 3.                                          | 4.                                            | 4.                                     | 5.                                            | 4.                               | 2.                                             | 3.                                       | Andenplads 31.3%                                                                   | Andenplads 31.3%                                                                   |                 |                 |
| Anthony Russell          | 1.                                                | 2.                                              | 1.                                | 2.                                          | 1.                                            | 1.                                     | 2.                                            | 2.                               | 3.                                             | 2.                                       | Trejdeplads 28.8%                                                                  | Trejdeplads 28.8%                                                                  |                 |                 |
| Acacia & Aaliyah         | 9.                                                | 6.                                              | 7.                                | 10.                                         | 9.                                            | 8.                                     | 6.                                            | 6.                               | 4.                                             | 4.                                       | Udstemt (Uge 6)                                                                    | Udstemt (Uge 6)                                                                    | Udstemt (Uge 6) |                 |
| Brendan Murray           | 10.                                               | 12.                                             | 12.                               | 9.                                          | 5.                                            | 5.                                     | 4.                                            | 5.                               | 5.                                             | Udstemt (Uge 6)                          | Udstemt (Uge 6)                                                                    | Udstemt (Uge 6)                                                                    |                 |                 |
| Danny Tetley             | 8.                                                | 7.                                              | 6.                                | 7.                                          | 7.                                            | 7.                                     | 3.                                            | 3.                               | 6.                                             | Udstemt (week 6)                         | Udstemt (week 6)                                                                   | Udstemt (week 6)                                                                   |                 |                 |
| Shan Ako                 | 2.                                                | 3.                                              | 3.                                | 4.                                          | 3.                                            | 3.                                     | 7.                                            | 7.                               | Udstemt (Uge 5)                                | Udstemt (Uge 5)                          | Udstemt (Uge 5)                                                                    | Udstemt (Uge 5)                                                                    | Udstemt (Uge 5) | Udstemt (Uge 5) |
| Bella Penfold            | 4.                                                | 9.                                              | 9.                                | 6.                                          | 6.                                            | 6.                                     | 8.                                            | Udstemt (Uge 5)                  | Udstemt (Uge 5)                                | Udstemt (Uge 5)                          | Udstemt (Uge 5)                                                                    | Udstemt (Uge 5)                                                                    | Udstemt (Uge 5) |                 |
| Giovanni Spano           | 13.                                               | 10.                                             | 10.                               | 5.                                          | 8.                                            | 9.                                     | Udstemt (Uge 4)                               | Udstemt (Uge 4)                  | Udstemt (Uge 4)                                | Udstemt (Uge 4)                          | Udstemt (Uge 4)                                                                    | Udstemt (Uge 4)                                                                    |                 |                 |
| Misunderstood            | 5.                                                | 4.                                              | 5.                                | 8.                                          | 10.                                           | Udstemt (Uge 4)                        | Udstemt (Uge 4)                               | Udstemt (Uge 4)                  | Udstemt (Uge 4)                                | Udstemt (Uge 4)                          | Udstemt (Uge 4)                                                                    | Udstemt (Uge 4)                                                                    | Udstemt (Uge 4) |                 |
| Molly Scott              | 7.                                                | 8.                                              | 8.                                | 11.                                         | Udstemt (Uge 3)                               | Udstemt (Uge 3)                        | Udstemt (Uge 3)                               | Udstemt (Uge 3)                  | Udstemt (Uge 3)                                | Udstemt (Uge 3)                          | Udstemt (Uge 3)                                                                    | Udstemt (Uge 3)                                                                    | Udstemt (Uge 3) |                 |
| United Vibe              | 12.                                               | 11.                                             | 11.                               | 12.                                         | Udstemt (Uge 3)                               | Udstemt (Uge 3)                        | Udstemt (Uge 3)                               | Udstemt (Uge 3)                  | Udstemt (Uge 3)                                | Udstemt (Uge 3)                          | Udstemt (Uge 3)                                                                    | Udstemt (Uge 3)                                                                    | Udstemt (Uge 3) |                 |
| LMA Choir                | 11.                                               | 13.                                             | 13.                               | Udstemt (Uge 2)                             | Udstemt (Uge 2)                               | Udstemt (Uge 2)                        | Udstemt (Uge 2)                               | Udstemt (Uge 2)                  | Udstemt (Uge 2)                                | Udstemt (Uge 2)                          | Udstemt (Uge 2)                                                                    | Udstemt (Uge 2)                                                                    | Udstemt (Uge 2) |                 |
| Janice Robinson          | 14.                                               | 14.                                             | Udstemt (Uge 2)                   | Udstemt (Uge 2)                             | Udstemt (Uge 2)                               | Udstemt (Uge 2)                        | Udstemt (Uge 2)                               | Udstemt (Uge 2)                  | Udstemt (Uge 2)                                | Udstemt (Uge 2)                          | Udstemt (Uge 2)                                                                    | Udstemt (Uge 2)                                                                    | Udstemt (Uge 2) |                 |
| Armstrong Martins        | 15.                                               | Udstemt (Uge 1)                                 | Udstemt (Uge 1)                   | Udstemt (Uge 1)                             | Udstemt (Uge 1)                               | Udstemt (Uge 1)                        | Udstemt (Uge 1)                               | Udstemt (Uge 1)                  | Udstemt (Uge 1)                                | Udstemt (Uge 1)                          | Udstemt (Uge 1)                                                                    | Udstemt (Uge 1)                                                                    | Udstemt (Uge 1) |                 |
| Olatunji Yearwood        | 16.                                               | Udstemt (Uge 1)                                 | Udstemt (Uge 1)                   | Udstemt (Uge 1)                             | Udstemt (Uge 1)                               | Udstemt (Uge 1)                        | Udstemt (Uge 1)                               | Udstemt (Uge 1)                  | Udstemt (Uge 1)                                | Udstemt (Uge 1)                          | Udstemt (Uge 1)                                                                    | Udstemt (Uge 1)                                                                    | Udstemt (Uge 1) |                 |
|                          |                                                   |                                                 |                                   |                                             |                                               |                                        |                                               |                                  |                                                |                                          |                                                                                    |                                                                                    |                 |                 |
| Sangdysten               | Armstrong Martins, Janice Robinson                | Ingen                                           | LMA Choir, Brendan Murray         | Molly Scott, Acacia & Aaliyah               | Ingen                                         | Giovanni Spano, Acacia & Aaliyah       | Ingen                                         | Shan Ako, Acacia & Aaliyah       | Ingen                                          | Scarlett Lee, Acacia & Aaliyah           | ingen omsang eller dommernes stemmer: Resultatet er kun baseret på seernes stemmer | ingen omsang eller dommernes stemmer: Resultatet er kun baseret på seernes stemmer |                 |                 |
| dommerne's stemme til at | stemme ud                                         | Ingen                                           | stemme ud                         | stemme ud                                   | Ingen                                         | stemme ud                              | Ingen                                         | stemme ud                        | Ingen                                          | stemme videre                            | ingen omsang eller dommernes stemmer: Resultatet er kun baseret på seernes stemmer | ingen omsang eller dommernes stemmer: Resultatet er kun baseret på seernes stemmer |                 |                 |
| Tomlinson's stemme       | Janice Robinson                                   | Ingen                                           | LMA Choir                         | Molly Scott                                 | Ingen                                         | Giovanni Spano                         | Ingen                                         | Acacia & Aaliyah                 | Ingen                                          | Scarlett Lee                             | ingen omsang eller dommernes stemmer: Resultatet er kun baseret på seernes stemmer | ingen omsang eller dommernes stemmer: Resultatet er kun baseret på seernes stemmer |                 |                 |
| Field's stemte           | Armstrong Martins                                 | Ingen                                           | LMA Choir                         | Molly Scott                                 | Ingen                                         | Acacia & Aaliyah                       | Ingen                                         | Shan Ako                         | Ingen                                          | Scarlett Lee                             | ingen omsang eller dommernes stemmer: Resultatet er kun baseret på seernes stemmer | ingen omsang eller dommernes stemmer: Resultatet er kun baseret på seernes stemmer |                 |                 |
| Williams's stemme        | Armstrong Martins                                 | Ingen                                           | Brendan Murray                    | N/A                                         | Ingen                                         | N/A                                    | Ingen                                         | N/A                              | Ingen                                          | Acacia & Aaliyah                         | ingen omsang eller dommernes stemmer: Resultatet er kun baseret på seernes stemmer | ingen omsang eller dommernes stemmer: Resultatet er kun baseret på seernes stemmer |                 |                 |
| Rodgers's stemme         | N/A                                               | Ingen                                           | N/A                               | Molly Scott                                 | Ingen                                         | Giovanni Spano                         | Ingen                                         | Shan Ako                         | Ingen                                          | N/A                                      | ingen omsang eller dommernes stemmer: Resultatet er kun baseret på seernes stemmer | ingen omsang eller dommernes stemmer: Resultatet er kun baseret på seernes stemmer |                 |                 |
| Cowell's stemme          | Armstrong Martins                                 | Ingen                                           | Brendan Murray                    | Acacia & Aaliyah                            | Ingen                                         | Giovanni Spano                         | Ingen                                         | Acacia & Aaliyah                 | Ingen                                          | Scarlett Lee                             | ingen omsang eller dommernes stemmer: Resultatet er kun baseret på seernes stemmer | ingen omsang eller dommernes stemmer: Resultatet er kun baseret på seernes stemmer |                 |                 |
| Udstemt                  | Olatunji Yearwood færrest seerstemmer til at rede | Janice Robinson færrest seerstemmer til at rede | LMA Choir 2 af 4 stemmer Deadlock | United Vibe færrest seerstemmer til at rede | Misunderstood færrest seerstemmer til at rede | Giovanni Spano 3 af 4 stemmer Majority | Bella Penfold færrest seerstemmer til at rede | Shan Ako 2 af 4 stemmer Deadlock | Danny Tetley færrest seerstemmer til at rede   | Acacia & Aaliyah 1 af 4 stemmer Minority | Anthony Russel færrest seerstemmer til at vinde                                    | Anthony Russel færrest seerstemmer til at vinde                                    |                 |                 |
| Udstemt                  | Armstrong Martins 3 af 4 stemmer Majority         | Janice Robinson færrest seerstemmer til at rede | LMA Choir 2 af 4 stemmer Deadlock | Molly Scott 3 af 4 stemmer Majority         | Misunderstood færrest seerstemmer til at rede | Giovanni Spano 3 af 4 stemmer Majority | Bella Penfold færrest seerstemmer til at rede | Shan Ako 2 af 4 stemmer Deadlock | Brendan Murray færrest seerstemmer til at rede | Acacia & Aaliyah 1 af 4 stemmer Minority | Scarlett Lee færrest seerstemmer til at vinde                                      |                                                                                    |                 |                 |

Note: Nile Rodgers var gæste dommer for Robbie Williams for liveshows 3 til 5 efter at Robbie Williams var ude på hans turne.
Note 2: for første gang i showets historie siden 2007 bliver der ingen stemt ud ved finalens første aften.

## X Factor Celebrity

### Finalister Celebrity
– Vinder
     – Andenplads
     – Trejdeplads
| Kategori (Mentor)     | Artister     | Artister     | Artister      | Artister     | Artister         |
| --------------------- | ------------ | ------------ | ------------- | ------------ | ---------------- |
| Under 31 (Walsh)      | Kevin McHale | Olivia Olson | Megan McKenna | Jonny Labey  |                  |
| Over 31 (Scherzinger) | Vinnie Jones | Jenny Ryan   | Martin Bashir | Ricki Lake   | Victoria Ekanoye |
| Grupper (Cowell)      | V5           | Try Star     | Max & Harvey  | No Love Lost |                  |

### Statistik Celebrity
Colour key
| – | Deltageren var blandt de to/tre nederste og var derfor nødt til at synge igen i Sangdysten |
| – | Deltageren var blandt de tre nederste og fik færrest seerstemmer og blev dermed stemt ud   |
| – | Deltageren fik færrest seerstemmer og blev derfor stemt ud (ingen sangdyst)                |
| – | Deltageren blev råbt op som værende gået videre (vilkårlig rækkefølge)                     |
| – | Deltageren var givet en safe seat af deres mentor og er videre                             |

| Megan McKenna                         | 1.                                         | 1.                                               | 1.                                            | 1.                                 | 1.                                           | 1.                                                                             | Vinder 46.3%                                                                   |  |  |
| Max & Harvey                          | 5.                                         | 3.                                               |                                               | 4.                                 | 3.                                           | 2.                                                                             | Andenplads 27.1%                                                               |  |  |
| Jenny Ryan                            |                                            | 5.                                               | 2.                                            | 3.                                 | 2.                                           | 3.                                                                             | Tredjeplads 22.4%                                                              |  |  |
| V5                                    | 6.                                         | 4.                                               | 5.                                            | 5.                                 | 5.                                           | 4.                                                                             | Udstemt (uge 6)                                                                |  |  |
| Try Star                              |                                            |                                                  | 3.                                            | 2.                                 | 4.                                           | Udstemt (uge 5)                                                                | Udstemt (uge 5)                                                                |  |  |
| Vinnie Jones                          | 2.                                         | 2.                                               |                                               | 6.                                 | 6.                                           | Udstemt (uge 5)                                                                | Udstemt (uge 5)                                                                |  |  |
| Kevin McHale                          | 7.                                         |                                                  |                                               | 7.                                 | Udstemt (uge 4)                              | Udstemt (uge 4)                                                                | Udstemt (uge 4)                                                                |  |  |
| No Love Lost                          | 3.                                         |                                                  | 4.                                            | Udstemt (uge 3)                    | Udstemt (uge 3)                              | Udstemt (uge 3)                                                                | Udstemt (uge 3)                                                                |  |  |
| Martin Bashir                         | 8.                                         | 6.                                               | 6.                                            | Udstemt (uge 3)                    | Udstemt (uge 3)                              | Udstemt (uge 3)                                                                | Udstemt (uge 3)                                                                |  |  |
| Jonny Labey                           |                                            | 7.                                               | Udstemt (uge 2)                               | Udstemt (uge 2)                    | Udstemt (uge 2)                              | Udstemt (uge 2)                                                                | Udstemt (uge 2)                                                                |  |  |
| Victoria Ekanoye                      | 4.                                         | 8.                                               | Udstemt (uge 2)                               | Udstemt (uge 2)                    | Udstemt (uge 2)                              | Udstemt (uge 2)                                                                | Udstemt (uge 2)                                                                |  |  |
| Olivia Olson                          | 9.                                         | Udstemt (uge 1)                                  | Udstemt (uge 1)                               | Udstemt (uge 1)                    | Udstemt (uge 1)                              | Udstemt (uge 1)                                                                | Udstemt (uge 1)                                                                |  |  |
| Ricki Lake                            | 10.                                        | Udstemt (uge 1)                                  | Udstemt (uge 1)                               | Udstemt (uge 1)                    | Udstemt (uge 1)                              | Udstemt (uge 1)                                                                | Udstemt (uge 1)                                                                |  |  |
|                                       |                                            |                                                  |                                               |                                    |                                              |                                                                                |                                                                                |  |  |
| Sangdysten                            | Martin Bashir, Olivia Olson                | Martin Bashir, Jonny Labey                       | No Love Lost, V5                              | Vinnie Jones, Kevin McHale         | Try Star, V5                                 | Ingen sangdyst eller dommernes stemmer resultat er basseret på seernes stemmer | Ingen sangdyst eller dommernes stemmer resultat er basseret på seernes stemmer |  |  |
| Walsh's stemme til at eliminere       | Martin Bashir                              | Martin Bashir                                    | No Love Lost                                  | Vinnie Jones                       | N/A                                          | Ingen sangdyst eller dommernes stemmer resultat er basseret på seernes stemmer | Ingen sangdyst eller dommernes stemmer resultat er basseret på seernes stemmer |  |  |
| Scherzinger's stemme til at eliminere | Olivia Olson                               | Jonny Labey                                      | No Love Lost                                  | Kevin McHale                       | Try Star                                     | Ingen sangdyst eller dommernes stemmer resultat er basseret på seernes stemmer | Ingen sangdyst eller dommernes stemmer resultat er basseret på seernes stemmer |  |  |
| Cowell's stemme til at eliminere      | Olivia Olson                               | Ingen (Nægtede)                                  | N/A                                           | Kevin McHale                       | Try Star                                     | Ingen sangdyst eller dommernes stemmer resultat er basseret på seernes stemmer | Ingen sangdyst eller dommernes stemmer resultat er basseret på seernes stemmer |  |  |
| Udstemt                               | Ricki Lake færrest seerstemmer til at rede | Victoria Ekanoye færrest seerstemmer til at rede | Martin Bashir færrest seerstemmer til at rede | Kevin McHale 2 of 3 votes Majority | Vinnie Jones færrest seerstemmer til at rede | V5 færrest seerstemmer til at vinde                                            | Jenny Ryan færrest seerstemmer til at vinde                                    |  |  |
| Udstemt                               | Olivia Olson 2 af 3 stemmer Majority       | Jonny Labey 1 af 2 stemmer Deadlock              | No Love Lost 2 af 2 stemmer Majority          | Kevin McHale 2 of 3 votes Majority | Try Star 2 af 2 stemmer Majority             | V5 færrest seerstemmer til at vinde                                            | Max & Harvey færrest seerstemmer til at vinde                                  |  |  |